# Église Saint-Léger d'Éméville
L’église Saint-Léger est une église catholique paroissiale située à Éméville, dans le département de l'Oise, en région Hauts-de-France, en France. C'est l'une des églises les plus petites du département. Bâtie sous une seule campagne à la fin du XIIIe siècle, elle fournit l'un des rares exemples d'une église de cette époque dans le Valois, et illustre l'adaptation du style gothique rayonnant alors en vigueur à l'économie des moyens d'une petite paroisse rurale. Les compromis stylistiques sont nombreux, et il n'y a que les chapiteaux du chœur pour indiquer l'époque de construction réelle, alors que les fenêtres en plein cintre évoquent une date d'un siècle antérieur. L'église est néanmoins soigneusement appareillée en pierre de taille, et possède un puissant clocher influencé par l'école gothique champenoise, qui n'a pas son pareil dans les environs. À l'intérieur, les restes de la polychromie architecturale retiennent l'attention, notamment dans la chapelle qui forme la base du clocher. Il y avait jadis une deuxième chapelle, légèrement différente, qui lui faisait pendant au sud. L'église Saint-Léger a été classée au titre des monuments historiques par arrêté du 6 avril 1937. Du fait des dommages de guerre, l'unique bas-côté, au nord de la nef, est toujours condamné. Éméville est aujourd'hui affiliée à la paroisse Saint-Sébastien de Crépy-en-Valois, et les messes dominicales sont célébrées en l'église Saint-Léger tous les deux mois environ, à 11 h 00.

## Localisation

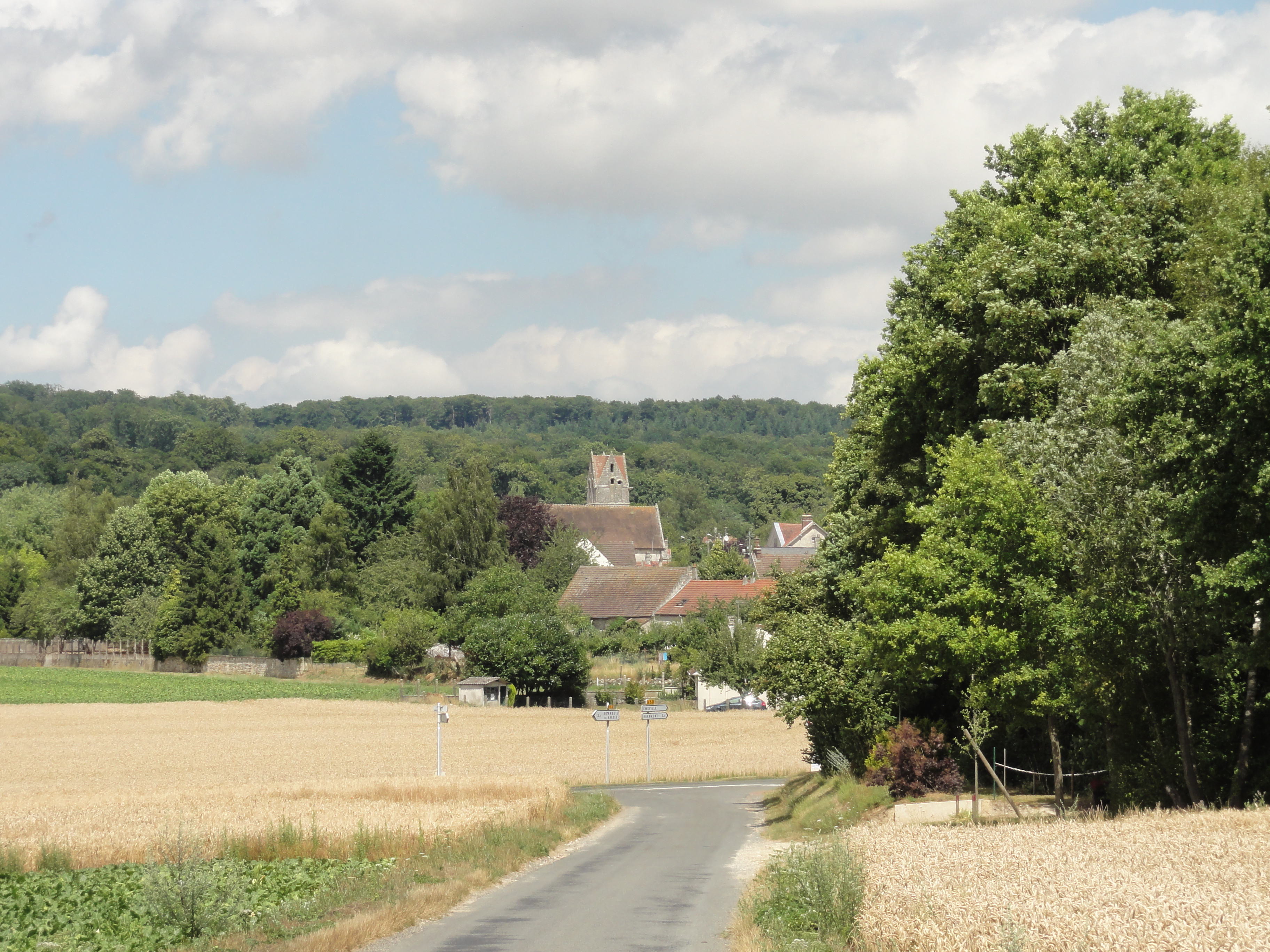
Approche depuis Vez.

L'église Saint-Léger se situe en France, en région Hauts-de-France et dans le département de l'Oise, sur le versant sud du massif de la forêt de Retz, sur la commune d'Éméville, au centre du village, rue de la Forêt (RD 50E), pratiquement face à la maire. Le chevet donne sur la rue, et l'église est parfaitement perpendiculaire à celle-ci. Au sud de l'église, s'étend une vaste place servant de parking, et seulement une étroite impasse passe devant la façade occidentale, qui, de ce fait, n'est pas soignée. L'élévation septentrionale est enclavée dans une propriété privée, mais le clocher, située justement au nord, est néanmoins bien visible depuis la rue.

## Historique

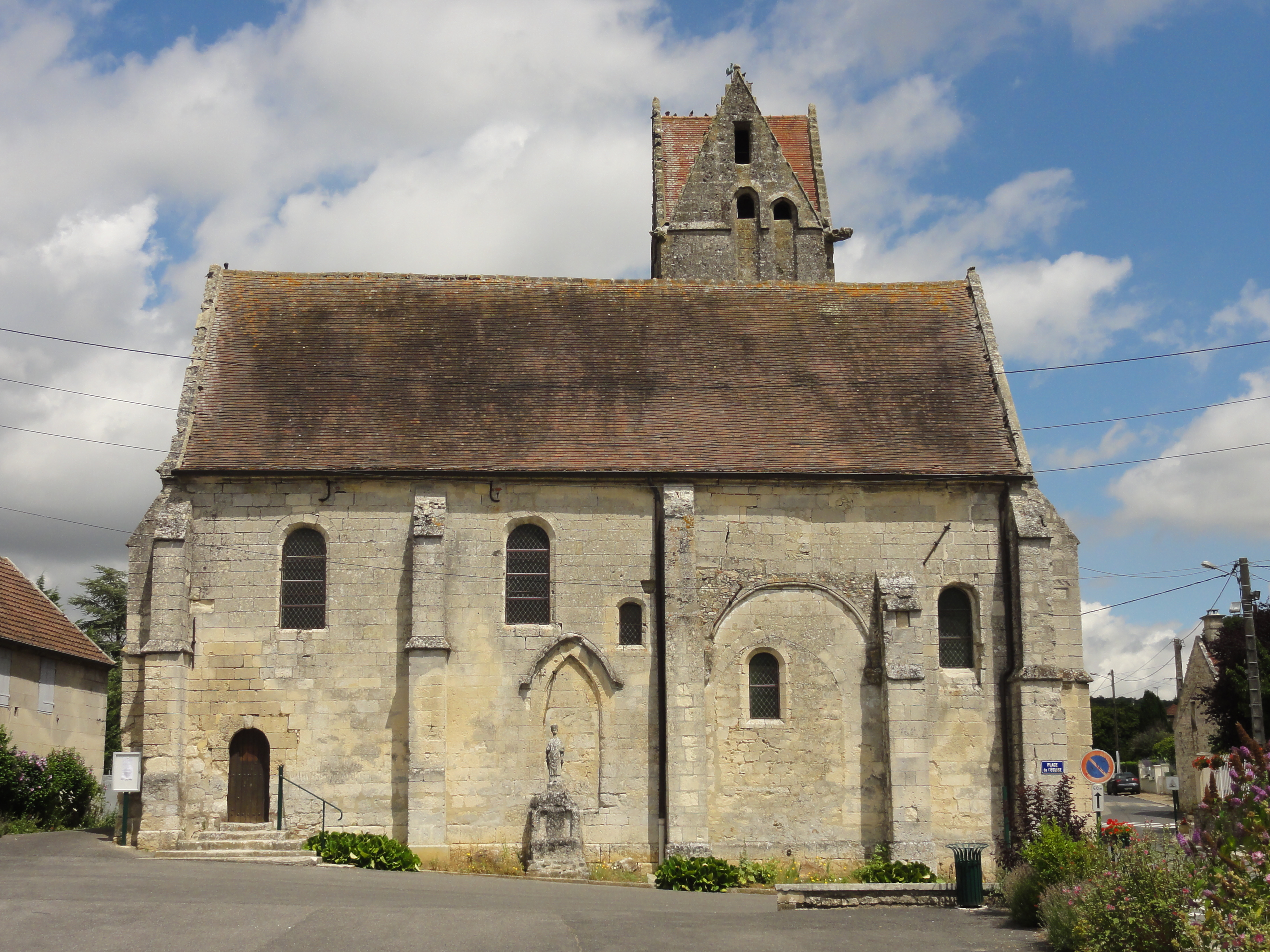
Vue depuis le sud.

L'on ignore la date de fondation de la paroisse. Elle est créée par filiation de la paroisse de Vez, et est desservie non par un curé, mais par un vicaire perpétuel à la nomination de l'évêque de Soissons. Il est rémunéré par les deux gros décimateurs du village, qui sont l'abbé de Saint-Médard de Soissons et le curé de Vez, qui versent chacun 200 livres par an. Sous l'Ancien Régime, la paroisse d'Éméville dépend du doyenné de Coyolles, de l'archidiaconé de la Rivière, et du diocèse de Soissons. L'église actuelle est bâtie sous une seule campagne, à la fin du XIIIe siècle, dans un style gothique rayonnant adapté aux moyens modestes d'un petit village rural. Le bas-côté, au nord de la nef, est ajouté après coup, et la chapelle au sud du chœur, qui fait pendant au clocher, est démolie à une époque indéterminée.
Sous la Révolution française, Éméville est rattachée au diocèse de Beauvais à l'instar de l'ensemble des paroisses sur le territoire du département de l'Oise. Après le rétablissement du culte, le village devient de nouveau une dépendance de la paroisse de Vez. L'église est classée au titre des monuments historiques par arrêté du 6 avril 1937. Sous la Seconde Guerre mondiale, l'église est fragilisée par des bombes qui tombent à proximité, et après la Libération, les grandes arcades faisant communiquer la nef avec le bas-côté nord doivent être condamnées pour remédier aux problèmes de stabilité. Depuis la création de quarante-cinq nouvelles paroisses en 1996, Éméville est l'une des seize communes regroupées dans la paroisse Saint-Sébastien de Crépy-en-Valois. Les messes dominicales sont généralement célébrées le dimanche à 11 h 00, en alternance avec l'une des sept autres églises de la communauté de Vaumoise. La fréquence ne dépasse guère une messe tous les deux mois, sans compter les célébrations particulières.

## Description

### Aperçu général

Plan de l'église.

À peu près régulièrement orientée, avec une légère déviation de l'axe de l'édifice vers le sud-est du côté du chevet, l'église répond à un plan très simple, qui s'inscrit globalement dans un rectangle. Elle se compose d'une nef non voûtée de deux travées, accompagnée d'un bas-côté unique au nord, qui est condamné depuis 1944 ; d'un chœur carré d'une seul travée, se terminant par un chevet plat ; d'un clocher dont le rez-de-chaussée tient lieu de chapelle, au nord du chœur ; et d'une sacristie à l'est du clocher, également au nord du chœur. Seul le chœur et la base du clocher sont voûtés d'ogives. L'on accède à l'église par le portail méridional dans la première travée, ou par le portail occidental. Nef et chœur sont recouverts par une toiture unique à deux rampants. Le bas-côté est muni d'un toit en appentis.

### Intérieur

#### Nef

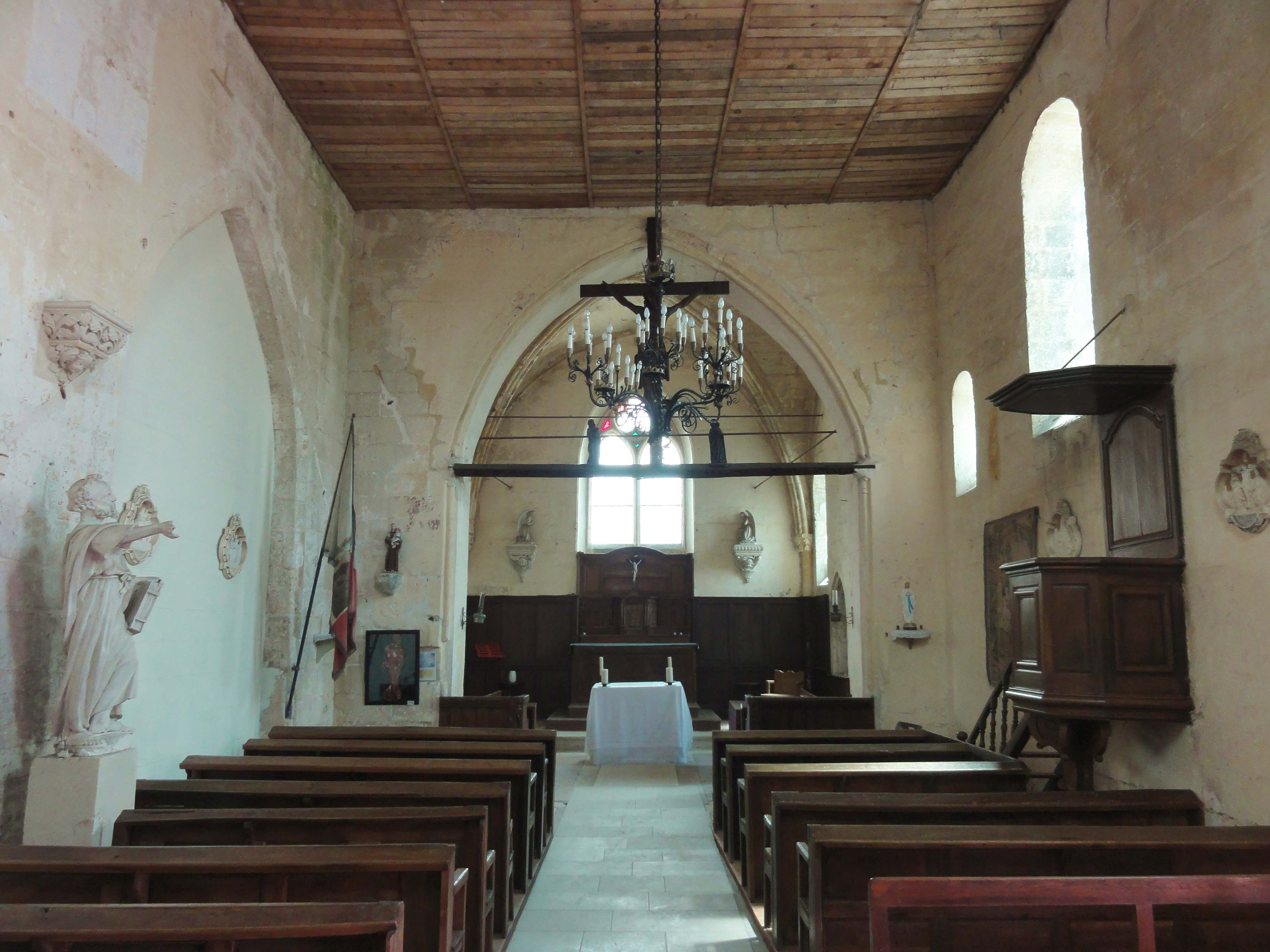
Vue vers l'est.

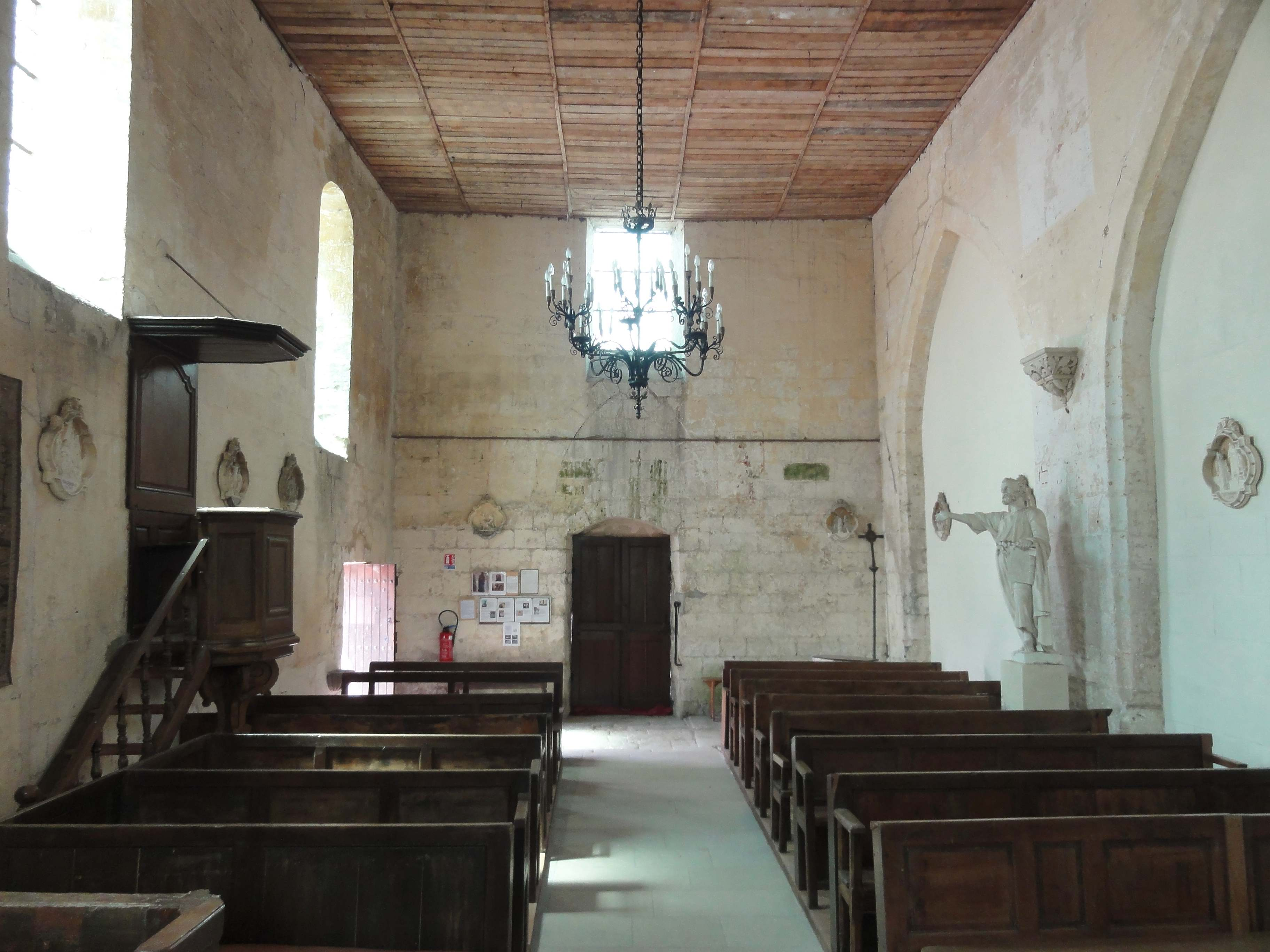
Vue vers l'ouest.

Dans le département, l'église Saint-Léger est l'une des plus petites églises paroissiales toujours affectées au culte, au même titre que Beaurepaire, Ducy (commune de Fresnoy-le-Luat), Rosières, Thiverny, etc., sans compter celles qui ont été amputées de leur nef, comme Le Luat (commune de Fresnoy-le-Luat) ou Rouville. À l'instar de la plupart des nefs uniques conçues pour ne pas être voûtées de la région, son intérieur n'est qu'une simple salle rectangulaire. Ansacq, Barbery, Clairoix, Mogneville, Roberval, Pondron, Rully, sont quelques exemples de nefs uniques qui n'ont pas été munies de bas-côtés après coup, ou déjà perdus leur bas-côté, et qui n'ont pas non plus été voûtées. L'actuel plafond plat, lambrissé, coupe l'arc de la fenêtre occidentale. Il s'est substitué sans doute à un autre type de plafond, par exemple une charpente en carène renversée, lambrissée ou non. Les plafonds plats sont néanmoins répandus à la période romane. Pour revenir vers la fenêtre, elle est en plein cintre, faiblement ébrasée, et s'ouvre au-dessus d'un glacis pentu. Le glacis coupe le sommet d'un arc de décharge en tiers-point, qui est un peu désaxé vers la gauche (sud), et surmonte le portail occidental. Celui-ci est en anse de panier à l'intérieur, et rectangulaire, mais surmonté d'un bandeau dessinant un arc en plein cintre, à l'extérieur. L'homogénéité de l'appareil ne permet pas d'expliquer ces incohérences par des remaniements visibles.
Par ses deux fenêtres, l'élévation méridionale montre, une fois de plus, la prédilection de l'architecte pour le plein cintre, tombé en désuétude depuis plus d'un siècle lors de la construction de l'église. Le chœur Rieux présente un autre exemple de l'emploi de l'arc en plein cintre en plein XIIIe siècle ; plus nombreux sont les exemples au début du XIIIe siècle, dont Glaignes et Pondron. Les fenêtres sont de dimensions très restreintes, sans remplage, et ont de hauts soubassements. Une particularité, pour laquelle l'on ne connaît pas encore d'explication, est la petite baie en plein cintre près du chœur. L'on note aussi la position peu opportune de l'ancien portail méridional, entre cette baie et la précédente. Il avait déjà été remplacé par l'actuelle porte rectangulaire, dans la première travée, avant le passage de Louis Graves, vers 1840. Restent à mentionner les deux grandes arcades du nord, ménagées après coup dans un mur préexistant, ce qui explique qu'elles sont dépourvues de colonnette à chapiteaux, et de toute mouluration, comme à Duvy, Ormoy-Villers, Pondron, Viarmes, Saint-Vaast-de-Longmont, etc. Le plus souvent, les arcades ménagées après coup ont au moins des tailloirs. L'on note le tracé particulier de ces arcades, dont la partie supérieure forme un Triangle rectangle.

#### Chœur

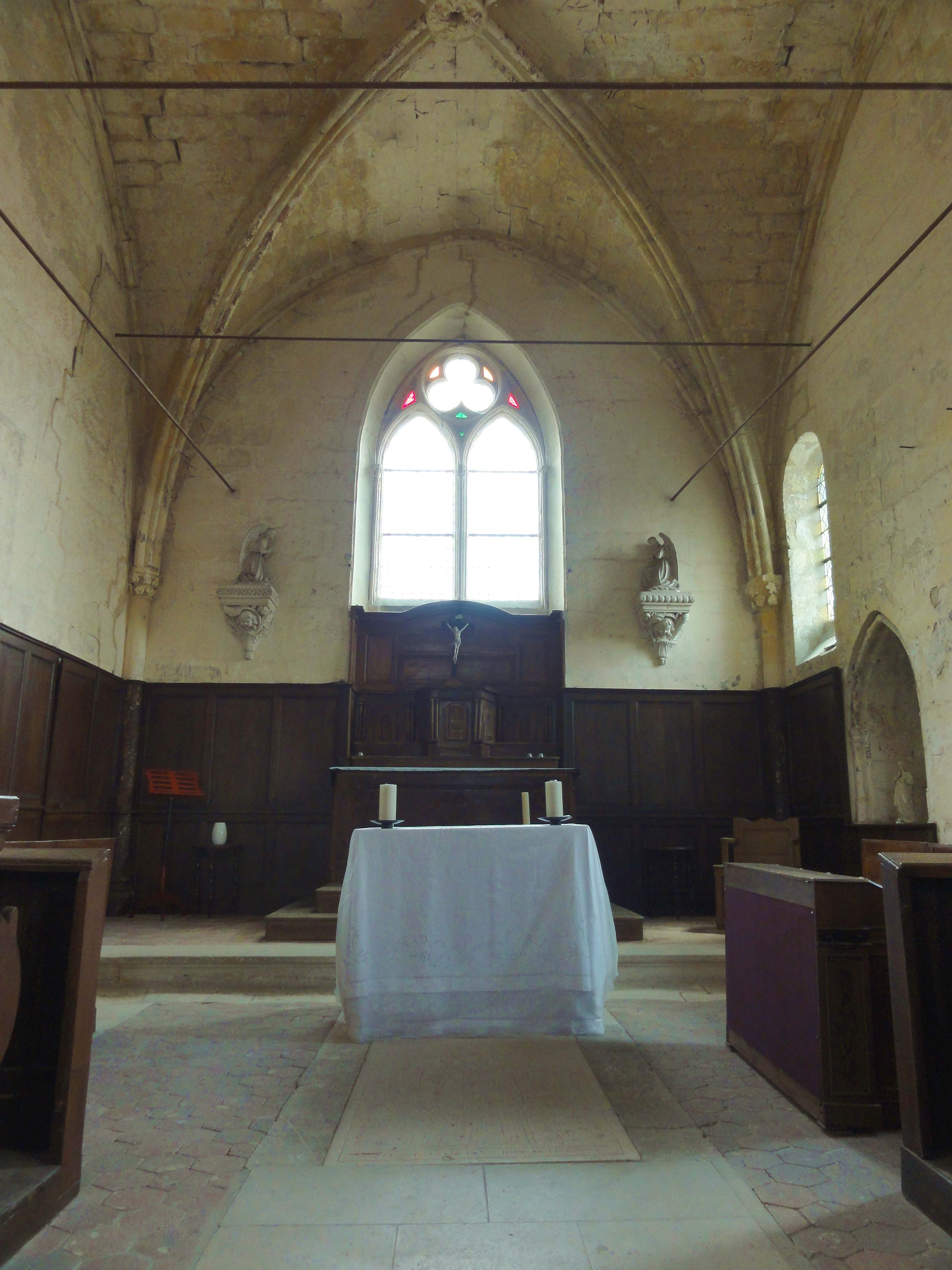
Chœur, vue vers l'est.

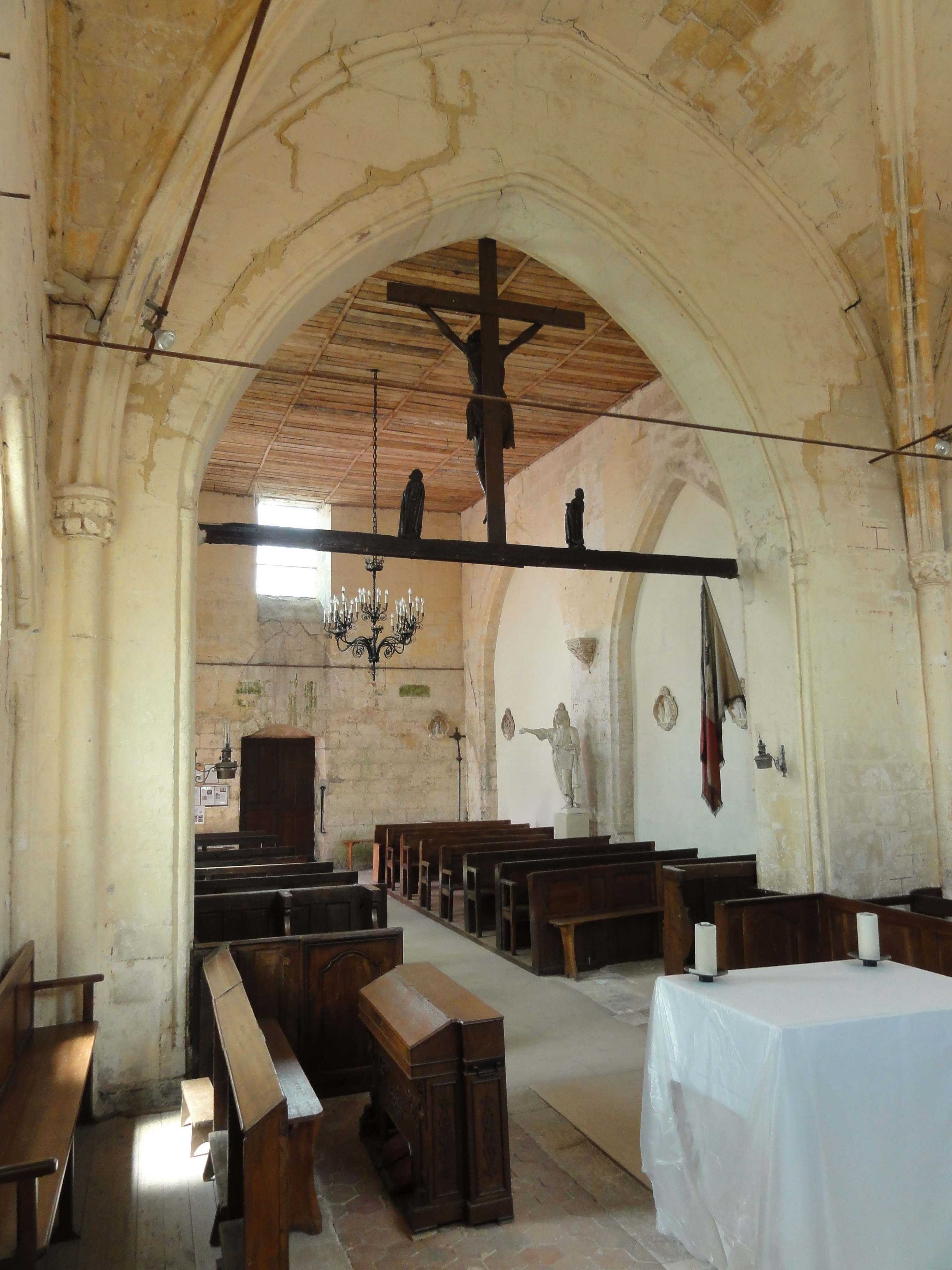
Chœur, vue vers l'ouest.

Depuis la nef, le chœur s'ouvre par un arc diaphragme en arc brisé, qui n'est pas aussi large que le vaisseau lui-même, ni aussi élevé que la voûte du chœur, et désaxé vers le sud. Elle est donc dissociée de la voûte du chœur, et ne constitue pas un arc-doubleau, qui aurait sans doute été d'un meilleur effet, et aurait permis d'associer les supports de l'arcade à ceux de la voûte. La limitation de la largeur et de la hauteur résulte sans doute des contraintes économiques ; l'on a cherché à bâtir un édifice solide à moindres frais. L'on est, de toute façon, loin de l'élancement des édifices du style rayonnant pur, car la hauteur des piédroits de l'arcade est inférieure à sa largeur. Quant au désaxement, il est d'un fâcheux effet en regardant depuis le chœur, où le tracé de l'arcade ne concorde pas du tout avec celui de l'arc formeret de la voûte. La décoration se fait assez discrète, comme souvent sur les arcades reliant les croisillons du transept aux collatéraux ou chapelles : les arêtes sont adoucies par un tore, qui porte de petits chapiteaux au niveau des impostes. Pour l'installation de la poutre de gloire, l'on n'a pas hésité à entailler l'arcade justement au niveau des chapiteaux, quitte à les abîmer. Côté chœur, l'un des deux chapiteaux est encore intact, et l'on voit que sa corbeille en forme de tuyau est lisse. Elle présente seulement un tore sous le tailloir, et un astragale en bas.
Le chœur est de plan carré, et de même largeur que la nef. Il représente environ 40 % de la superficie du vaisseau central, et est recouverte d'une seule voûte d'ogives, dont la hauteur est légèrement supérieure à celle du plafond de la nef. Contrairement aux préceptes du style rayonnant, qui tendent à multiplier les fûts afin de pouvoir restreindre leur diamètre, les ogives et formerets sont reçus sur des colonnettes uniques dans les angles. Les ogives adoptent un profil déjà très répandu à la première période gothique, notamment pour les doubleaux, qui est constitué d'un filet entre deux tores. Les tores sont peints en ocre jaune, et les faces latérales du filet sont peintes en vert, tandis que la face frontale présente une succession de traits, tracés sans règle, et suggérant des dents d'engrenage. Les formerets, monotoriques, sont également peints, et des rinceauxx très simples, avec des branches tracées à l'ocre jaune et des aiguilles peintes en vert, couvrent encore une partie des voûtains. La clé de voûte arbore un disque sculpté de feuillages. Les chapiteaux ont de minces tailloirs octogonaux, et ont des corbeilles en forme de tuyau, sauf dans l'angle sud-est, où l'on note également l'absence d'astragale. Les chapiteaux sont sculptés de deux rangs de petites feuilles polylobées, qui se détachent nettement de la corbeille. Ces chapiteaux et tailloirs constituent, à l'intérieur de l'église, les seuls éléments qui justifient une datation aussi tardive. Toutes les bases sont dissimulées par les boiseries.
La fenêtre du chevet est la seule de toute l'église qui est en tiers-point, et équipée d'un remplage. Il est formé par lancettes, surmontées d'un oculus inscrivant un trilobe, tous les écoinçons étant ajourés. Les trois meneaux qui délimitent lancettes sont précédés d'un mince tore, et portent de petits chapiteaux sculptés de feuillages. Le pourtour de la baie est mouluré d'une gorge. Quant aux élévations latérales, elles comportent toutes les deux une petite arcade près des angles. Leurs arêtes sont moulurées d'un tore. L'arcade du nord est en tiers-point, et dessert la base du clocher. L'arcade du sud est en arc brisé surbaissé, et bouché par un mur, qui est ajouré d'une fenêtre en plein cintre, à peu près analogue à celle située dans le mur à gauche de l'arcade. Entre l'arcade bouchée et la fenêtre mentionnée, une grande piscine liturgique est ménagée dans l'épaisseur du mur. Elle est entourée d'un mince tore, qui est muni de chapiteaux non sculptés, à l'instar de l'arcade vers la nef. La polychromie architecturale des murs fait appel aux mêmes rinceaux que l'on voit sur les voûtains, au nord et au sud, alors qu'un faux-appareil agrémenté de fleurettes réalisées au pochoir règne à l'ouest. Ce décor était complété par des tableaux peints directement sur le mur, dont l'on voit encore les restes d'un exemplaire à droite de l'arcade ouvrant dans la base du clocher.

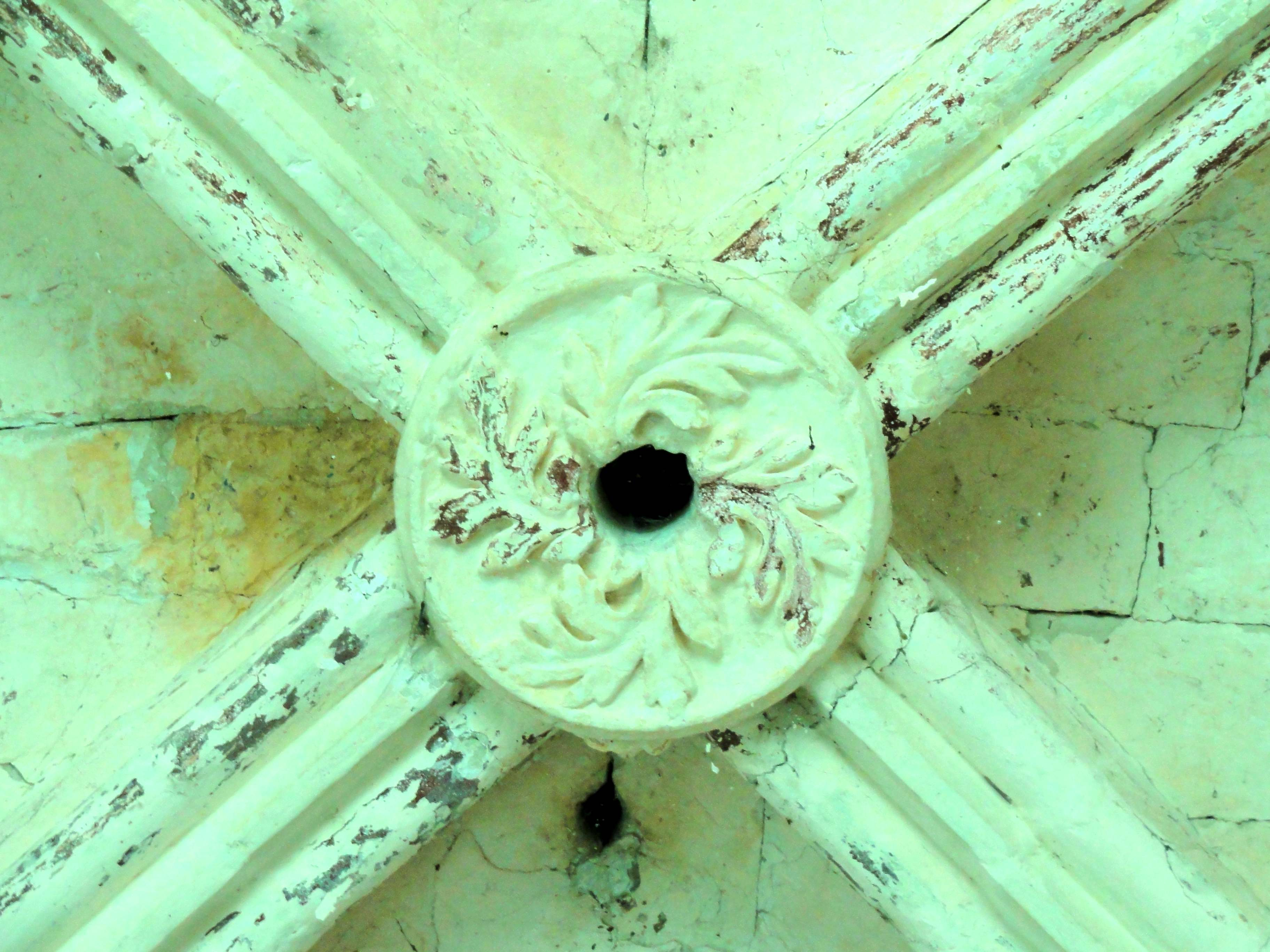
Clé de voûte.
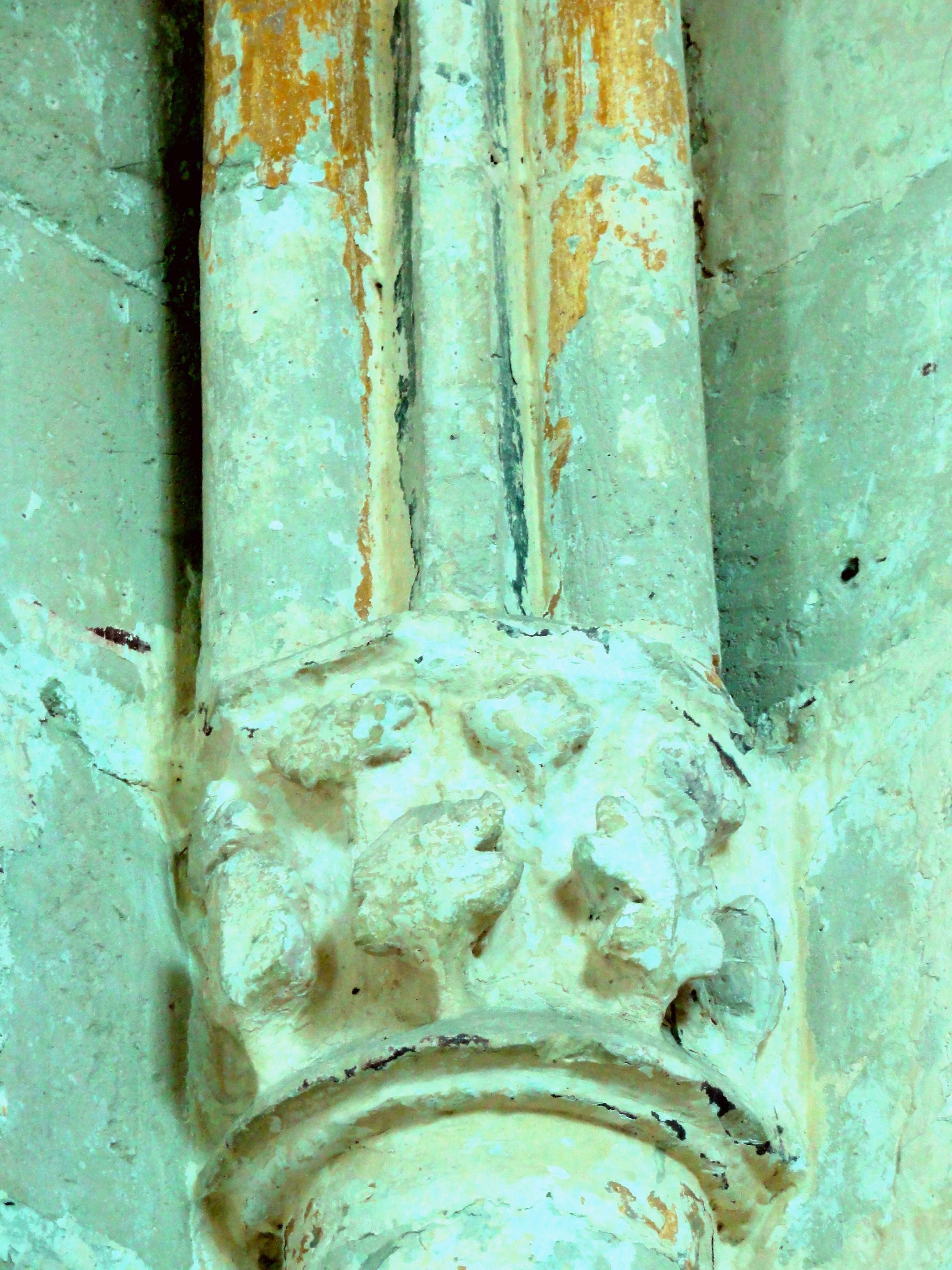
Chapiteau nord-ouest.
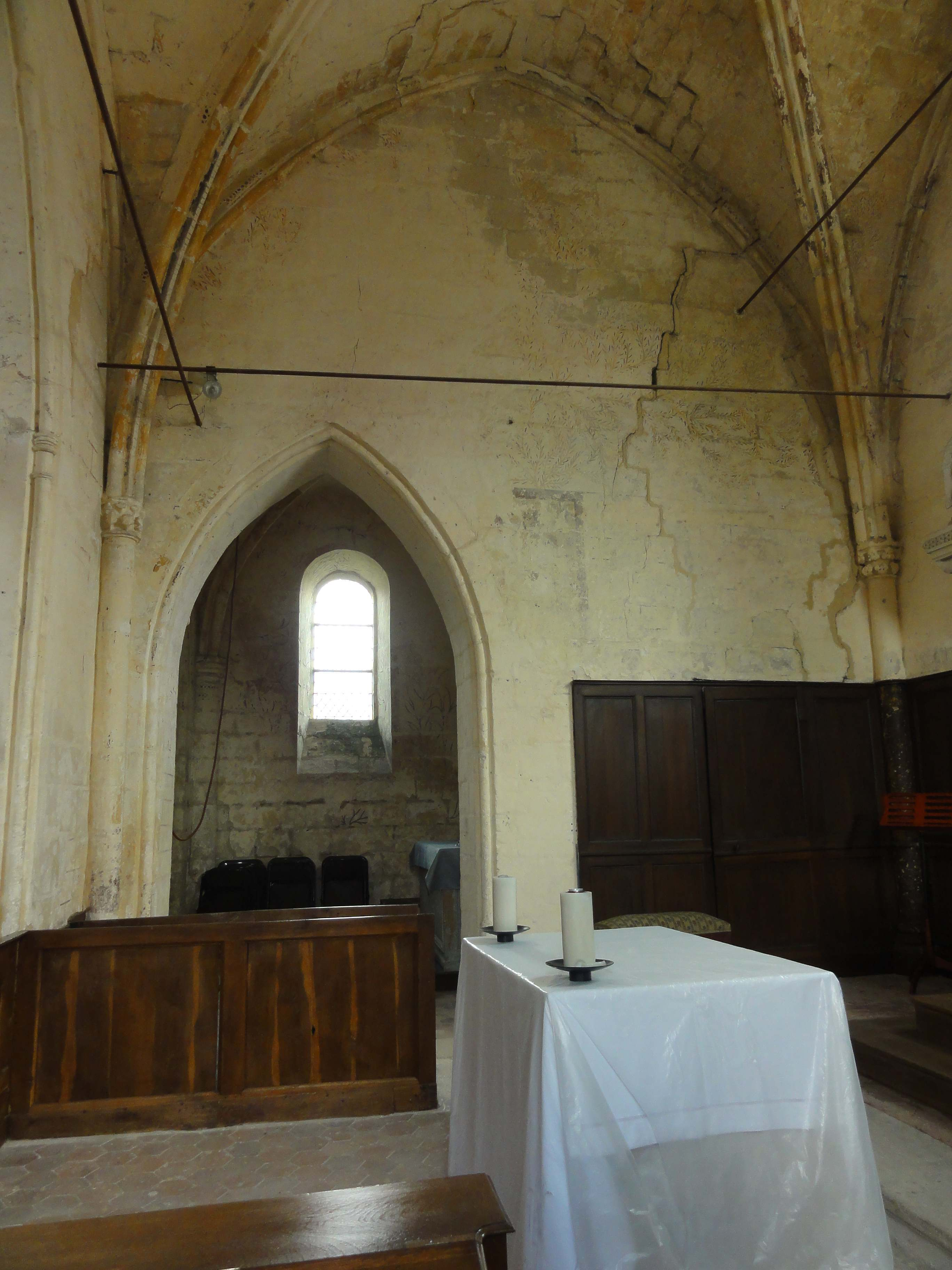
Élévation nord.
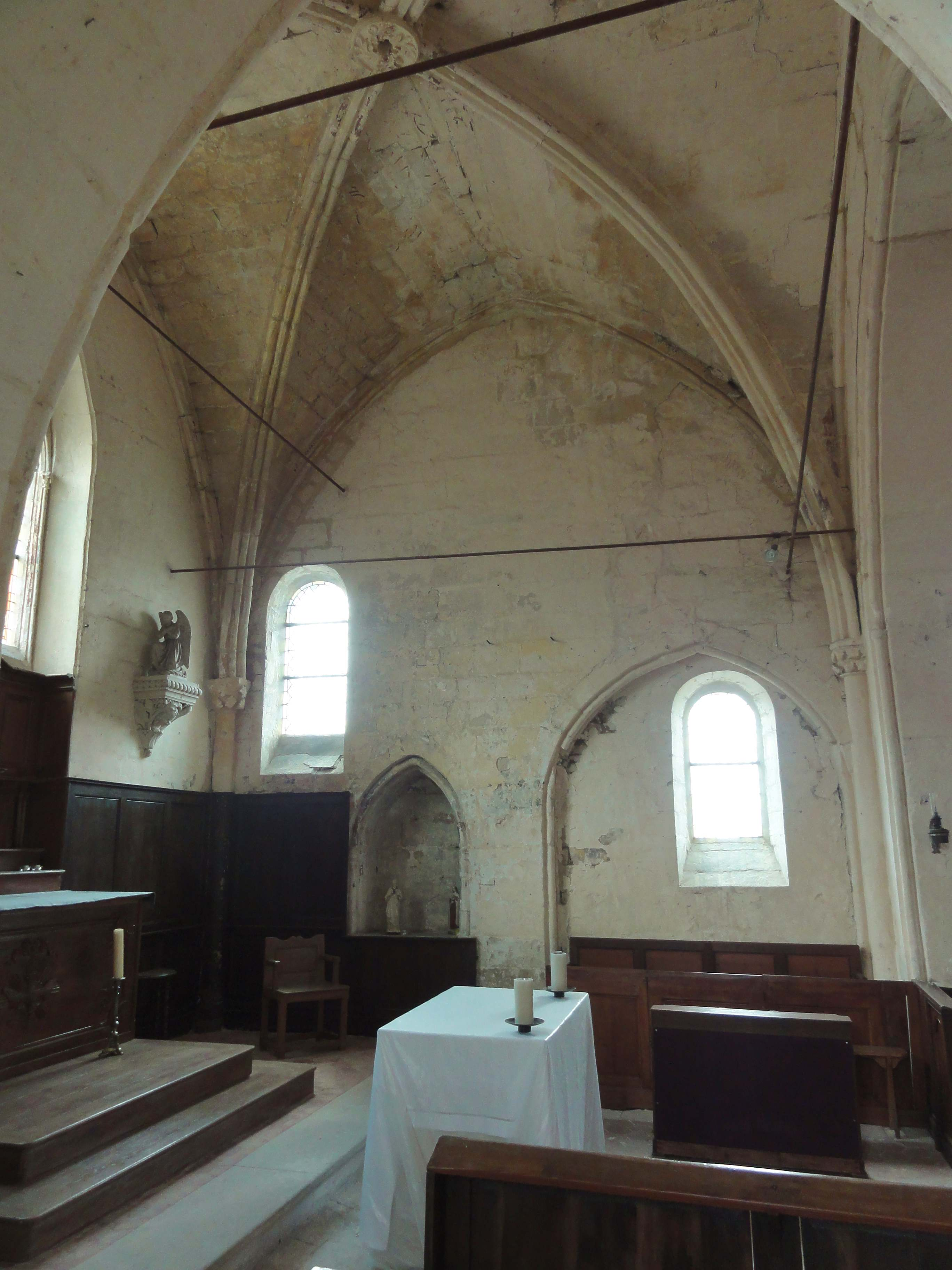
Élévation sud.
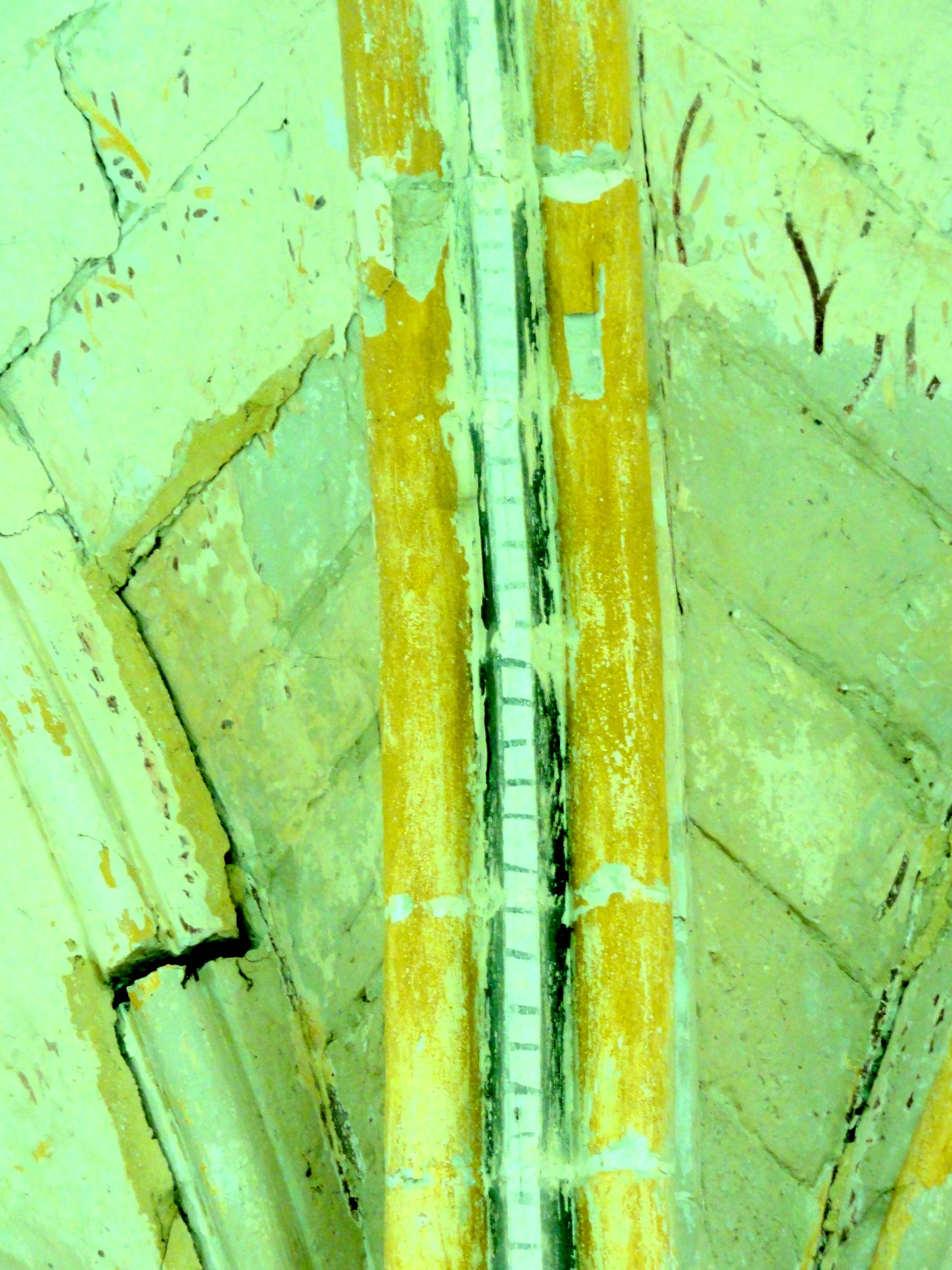
Décoration de la voûte.
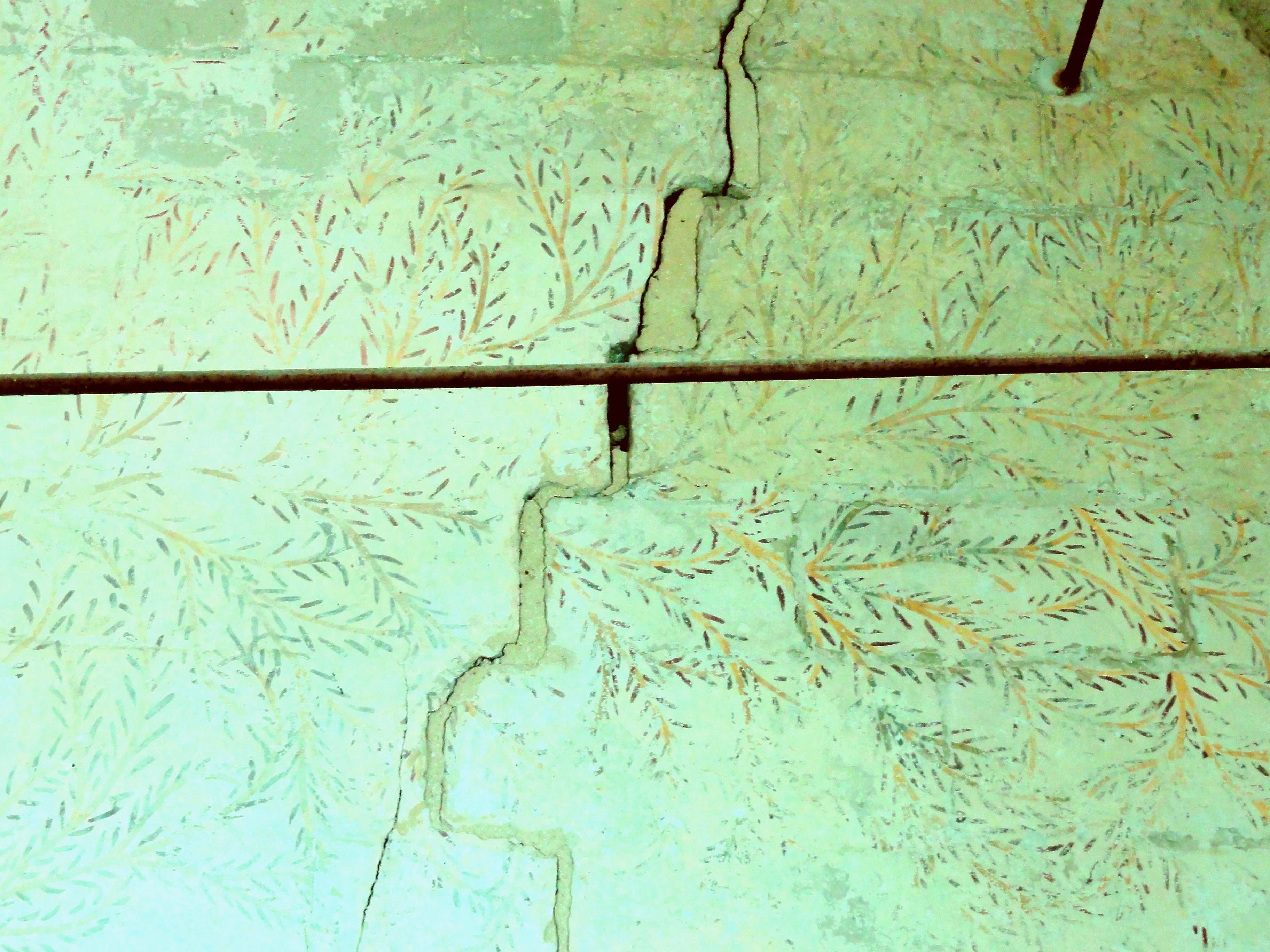
Rinceaux sur le mur nord.

#### Base du clocher

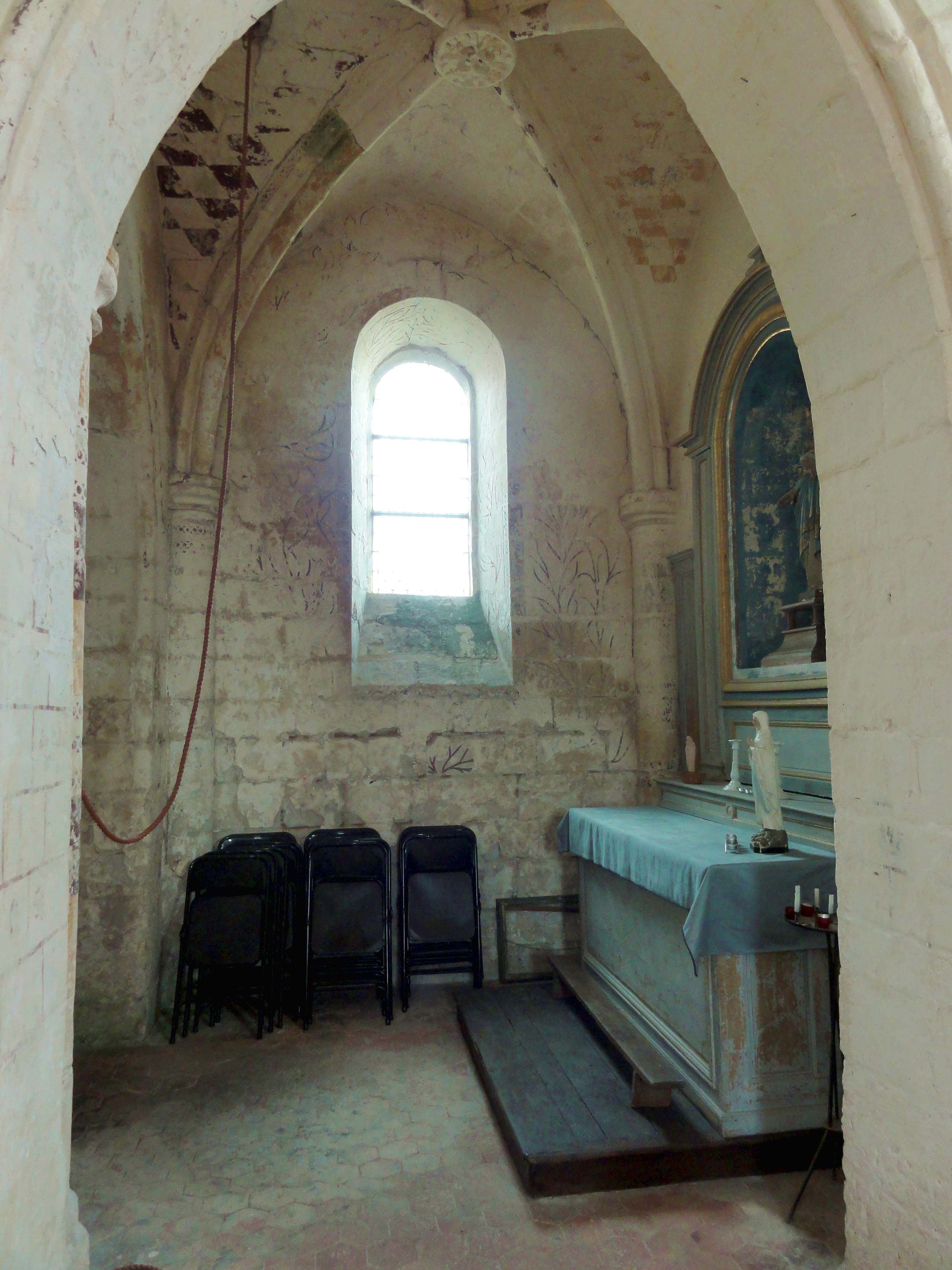
Vue dans la base du clocher, vers le nord.

Après Borest, Ermenonville, Pondron et Ver-sur-Launette au début du XIIIe siècle, Éméville est l'une des rares églises de la région à être réalisées sans clocher central, avant que la position latérale du clocher ne se généralise après la guerre de Cent Ans. La chapelle dans la base du clocher est de plan carré, et ne représente qu'environ un tiers de la superficie du chœur. Aujourd'hui, l'on y accède uniquement par l'arcade au nord du chœur, mais une arcade en tiers-point bouchée par une cloison en bois la reliait jadis au bas-côté. Cette arcade a les mêmes caractéristiques que les grandes arcades de la nef. Le mur du nord contient une fenêtre en plein cintre, et un retable est posé contre le mur du chevet. Des colonnettes uniques sont logées dans les angles nord-ouest et sud-ouest. Elles sont munies de bases sommaires, qui se résument à un seul tore, et d'un chapiteau ébauché, avec une courte corbeille non sculptée, sans astragale, qui est simplement moulurée d'un tore en dessous du tailloir octogonal. Dans les angles du chevet, de gros fûts en plan de quart-de-rond sont engagés dans les angles, et portent des tailloirs différents. Ils résultent sans doute d'une réfection après la fin de la période gothique. Les ogives sont au profil d'un tore unique en forme d'amande, qui se détache devant deux cavets. La clé de voûte est toutefois de la même facture que dans le chœur. Comme souvent dans les bases de clocher, les formerets font défaut. Ce qui fait l'intérêt de la chapelle, est surtout sa polychromie architecturale, qui est mieux conservée que dans le chœur, et montre une plus grande diversité des motifs. L'ébrasement des fenêtres est décoré de rinceaux représentant des branches et des feuilles, en ocre marron. Une frise de cercles et triangles réalisés au pochoir passe le long de la bordure. Sur le mur occidental, au-dessus de l'arcade vers le bas-côté, des rinceaux du même type, en ocre jaune, s'accompagnent de fleurettes. De part et d'autre de l'arcade, un faux-appareil en ocre marron est agrémenté de roses peintes au pochoir. Dans les angles, les voûtains affichent un damier. Sur les colonnettes, alternent des segments en marron, jaune et blanc. Des fleurs en blanc se distinguent sur les segments marron. Sur les segments jaunes, les fleurs sont peintes en marron. Les segments blancs affichent trois frises, composées de cercles blancs sur des rubans marron.

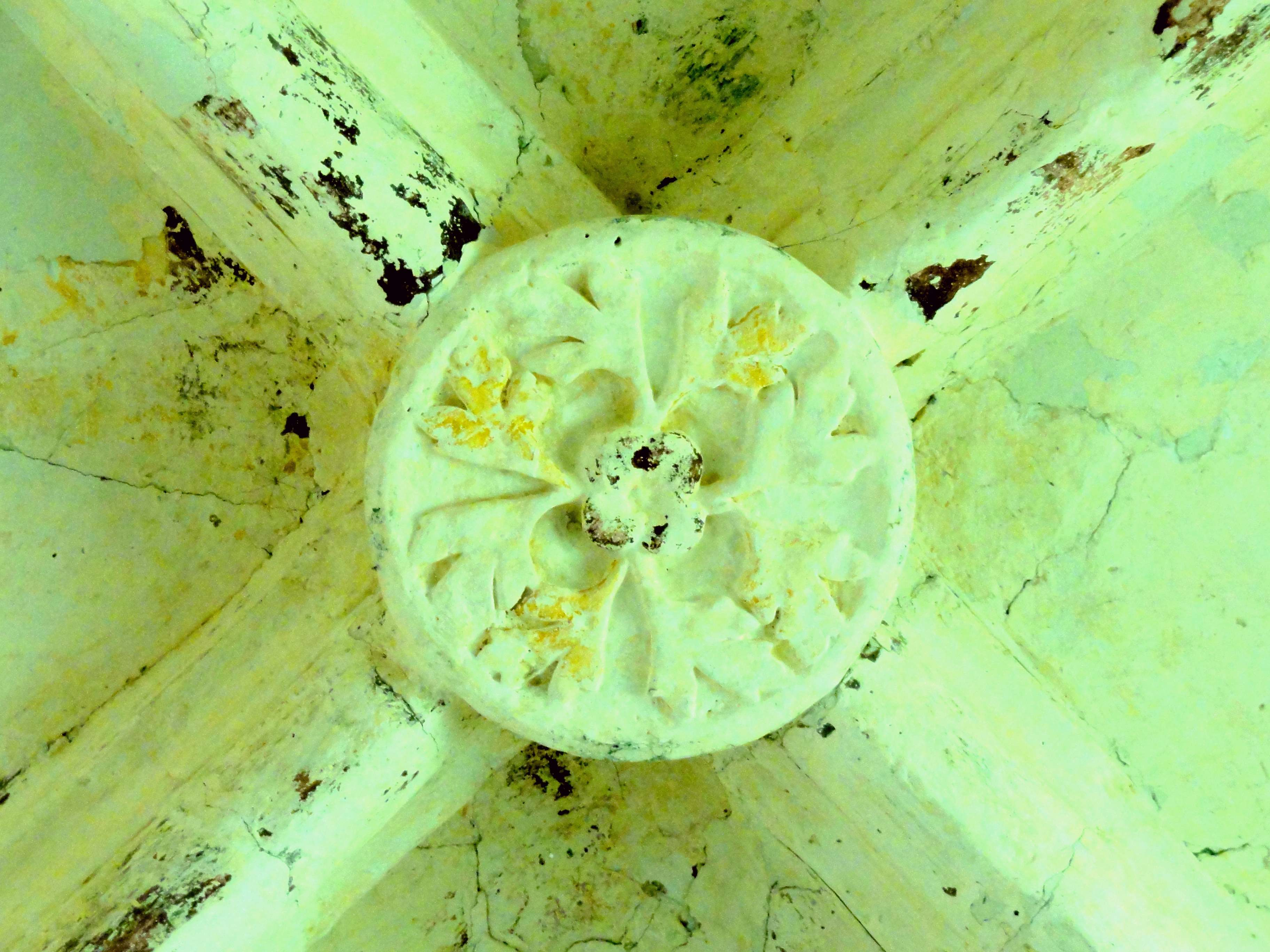
Clé de voûte.
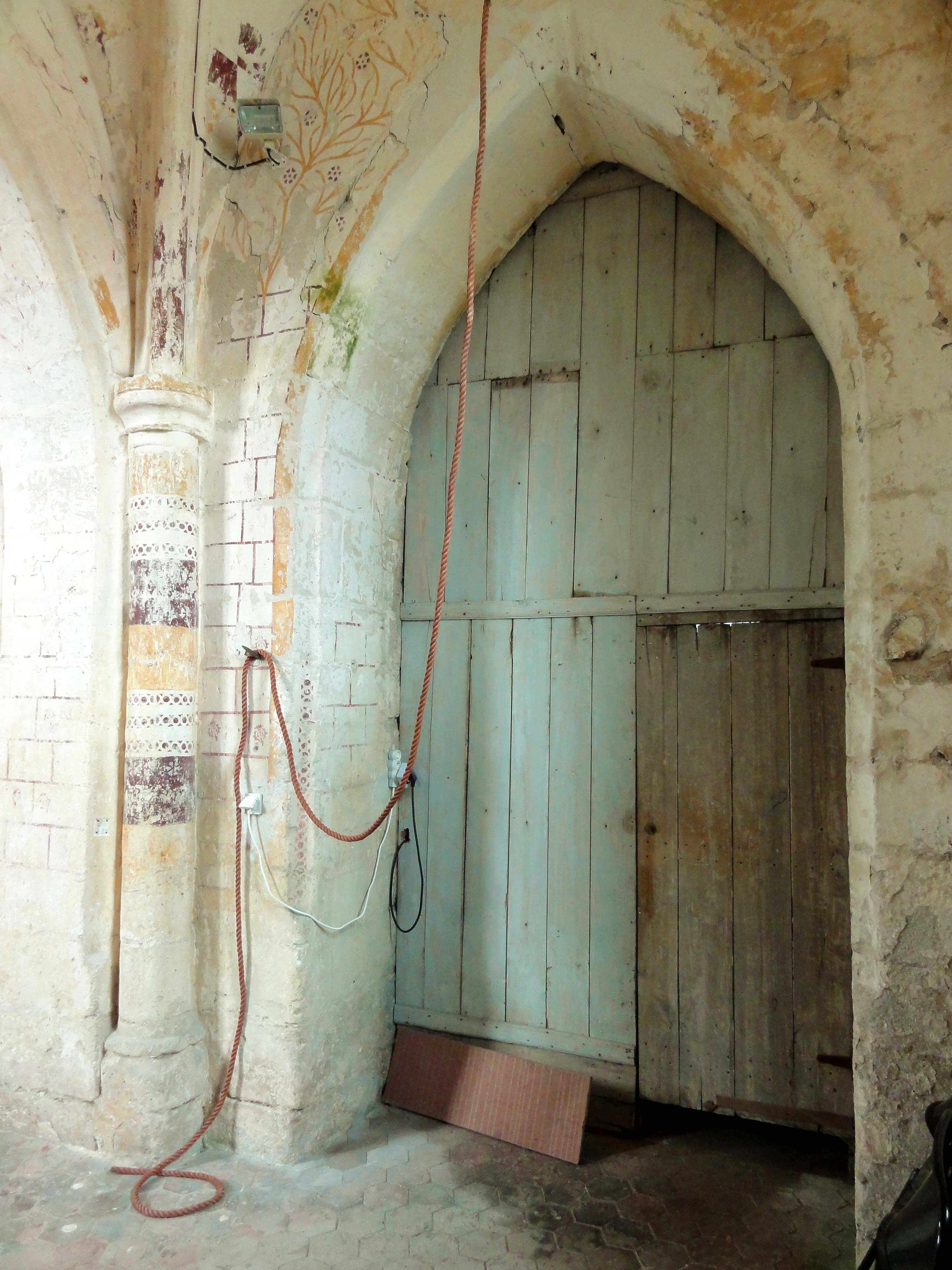
Arcade vers le bas-côté.
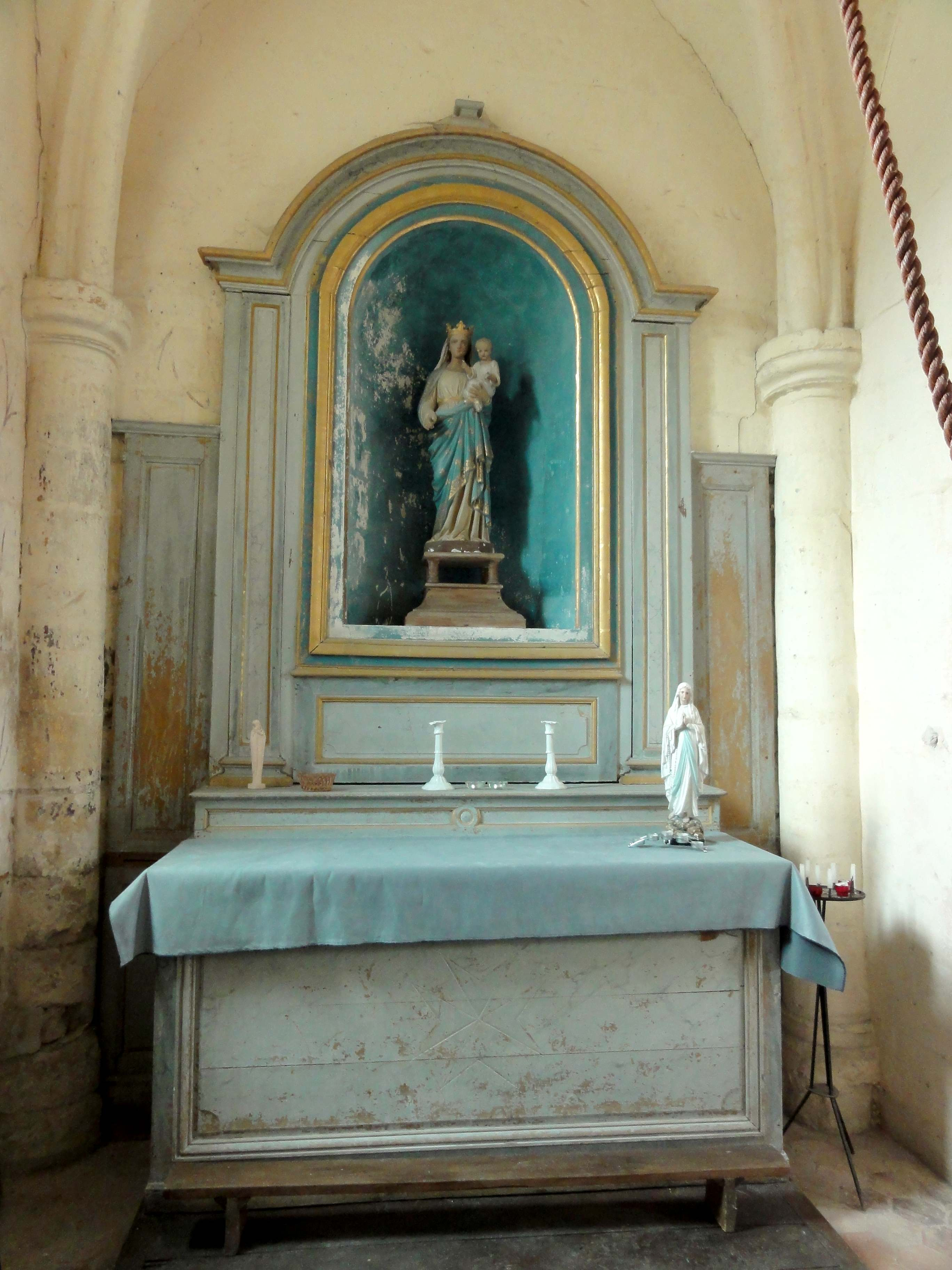
Chevet.
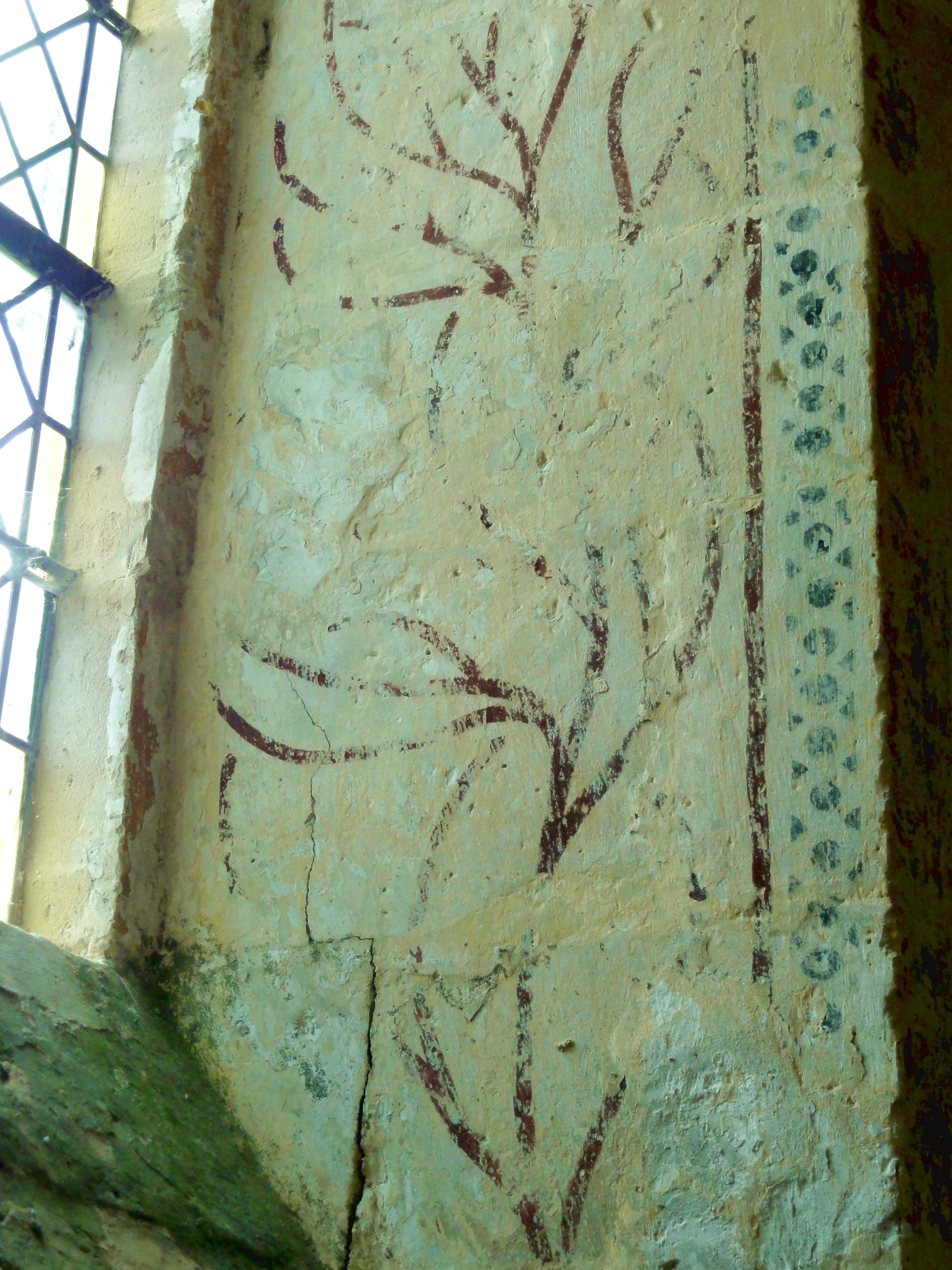
Polychromie architecturale.
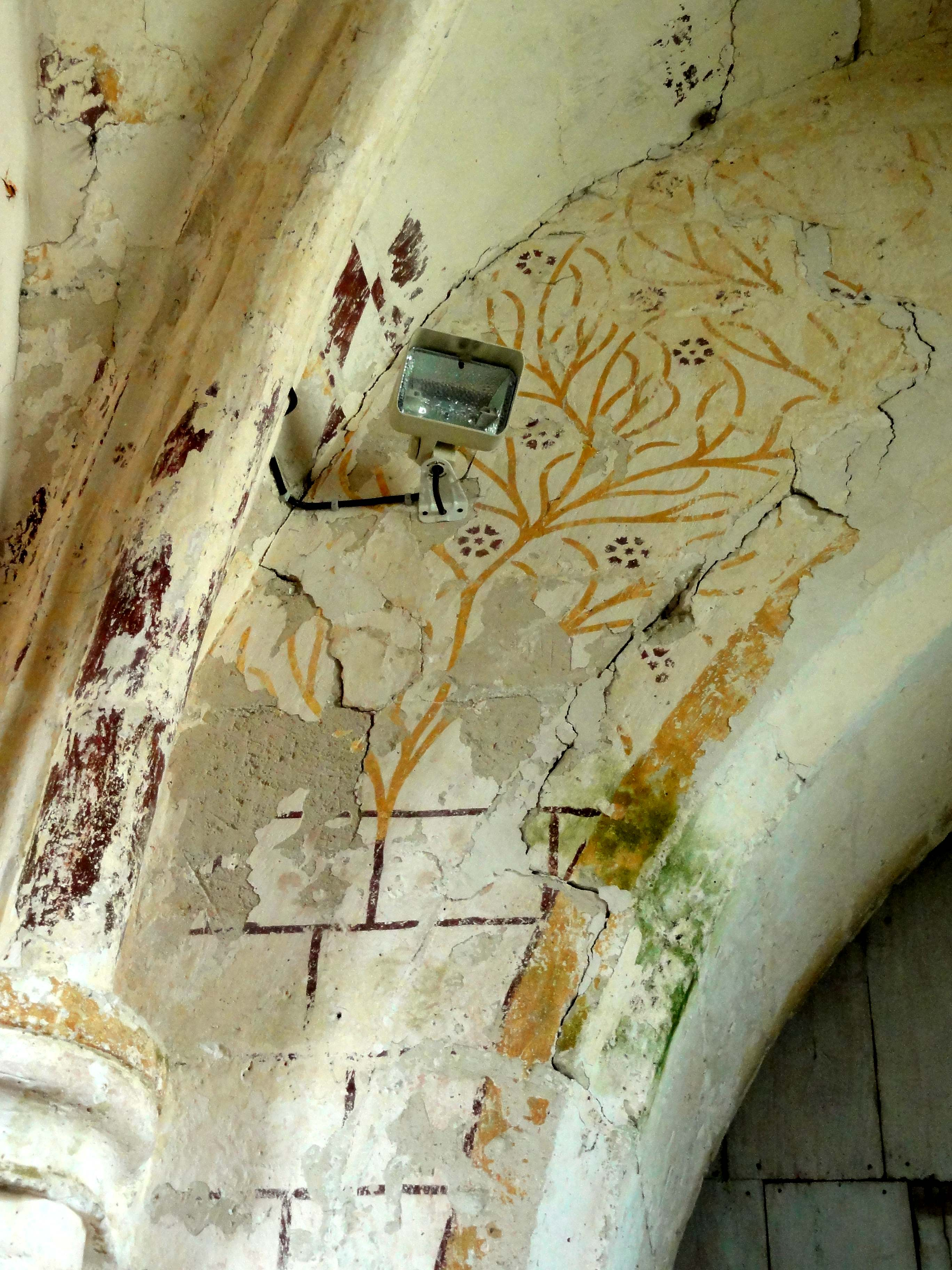
Polychromie architecturale.
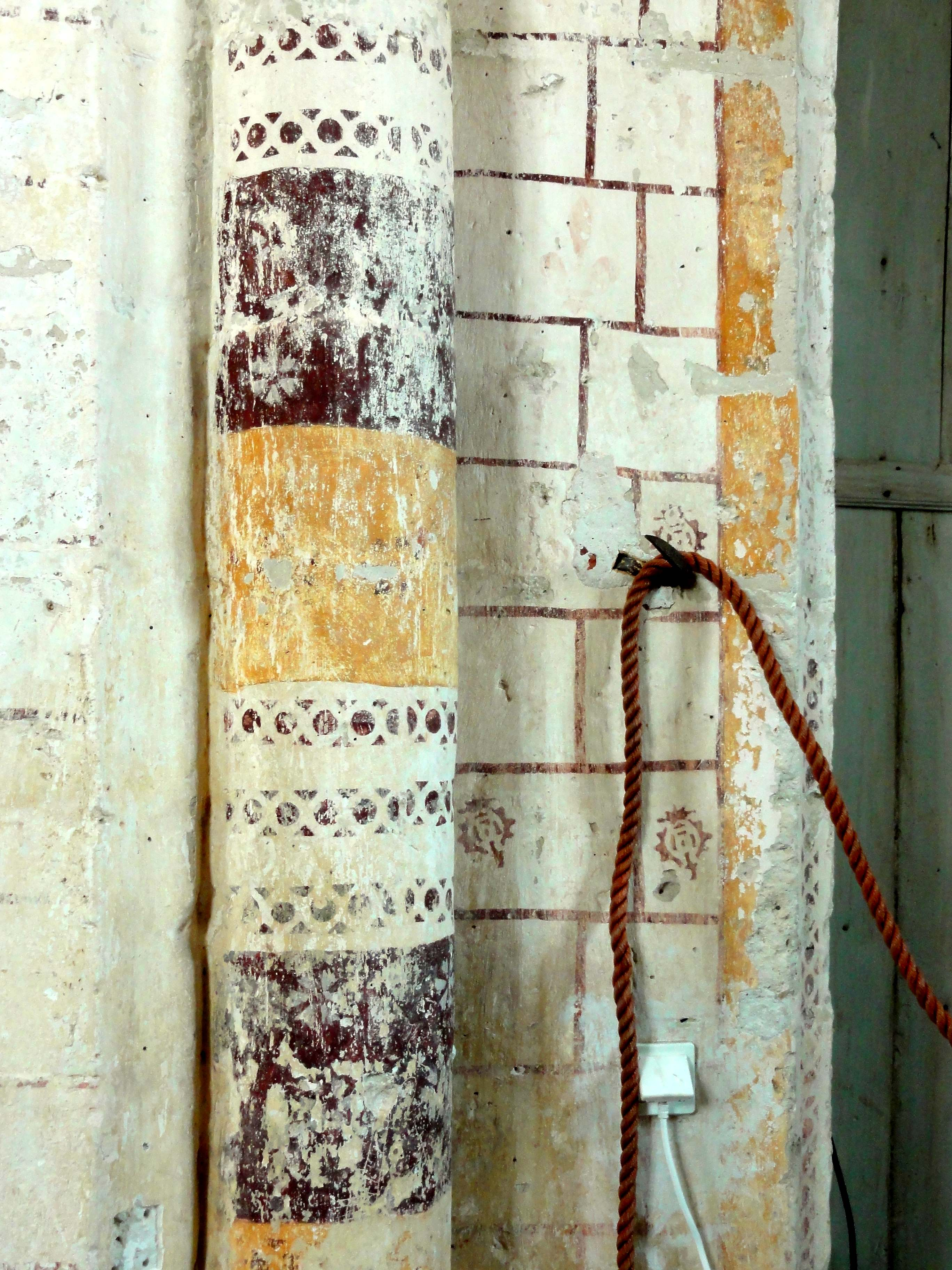
Polychromie architecturale.

### Extérieur

#### Clocher

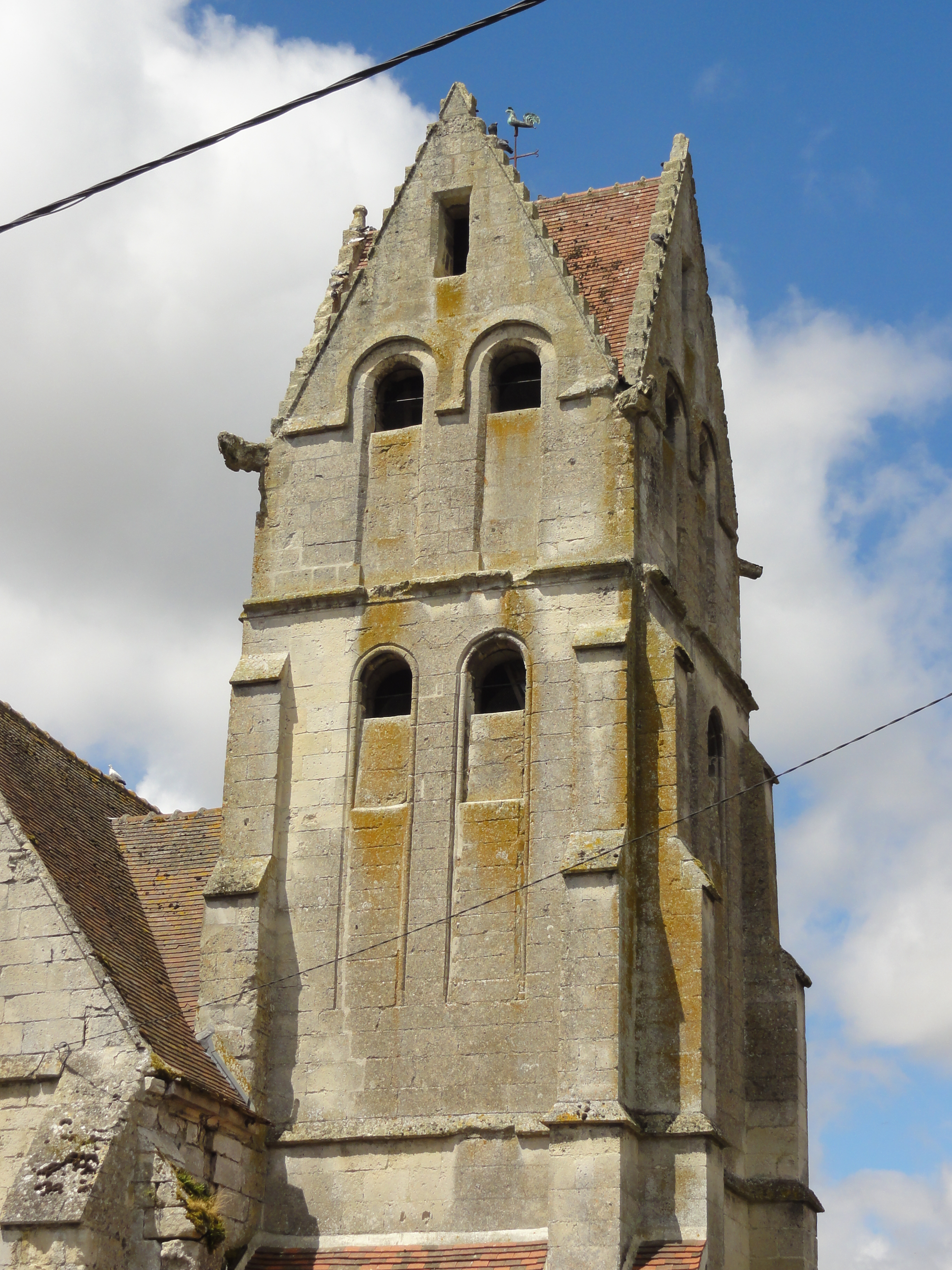
Clocher, côté est.

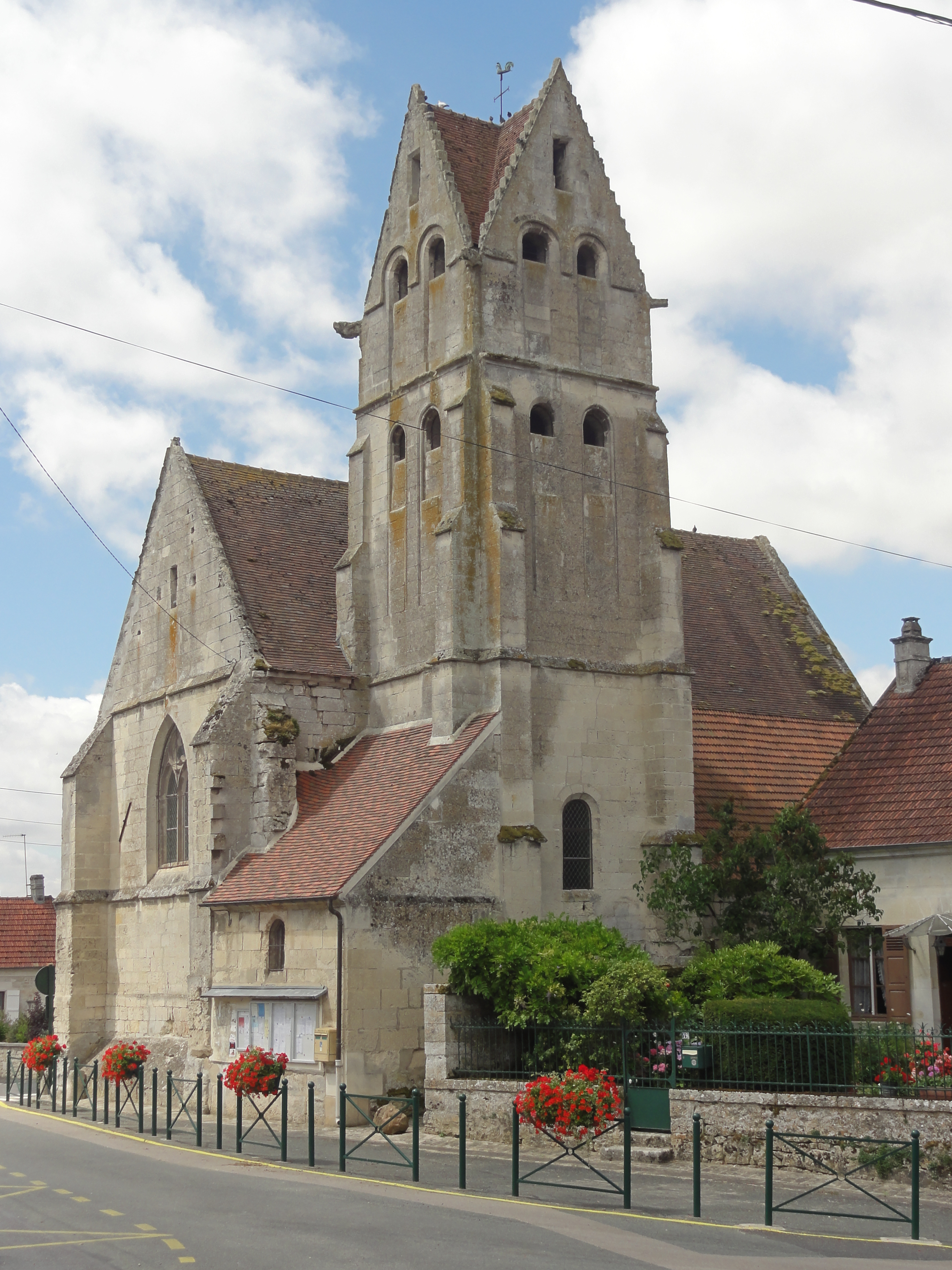
Vue depuis le nord-est.

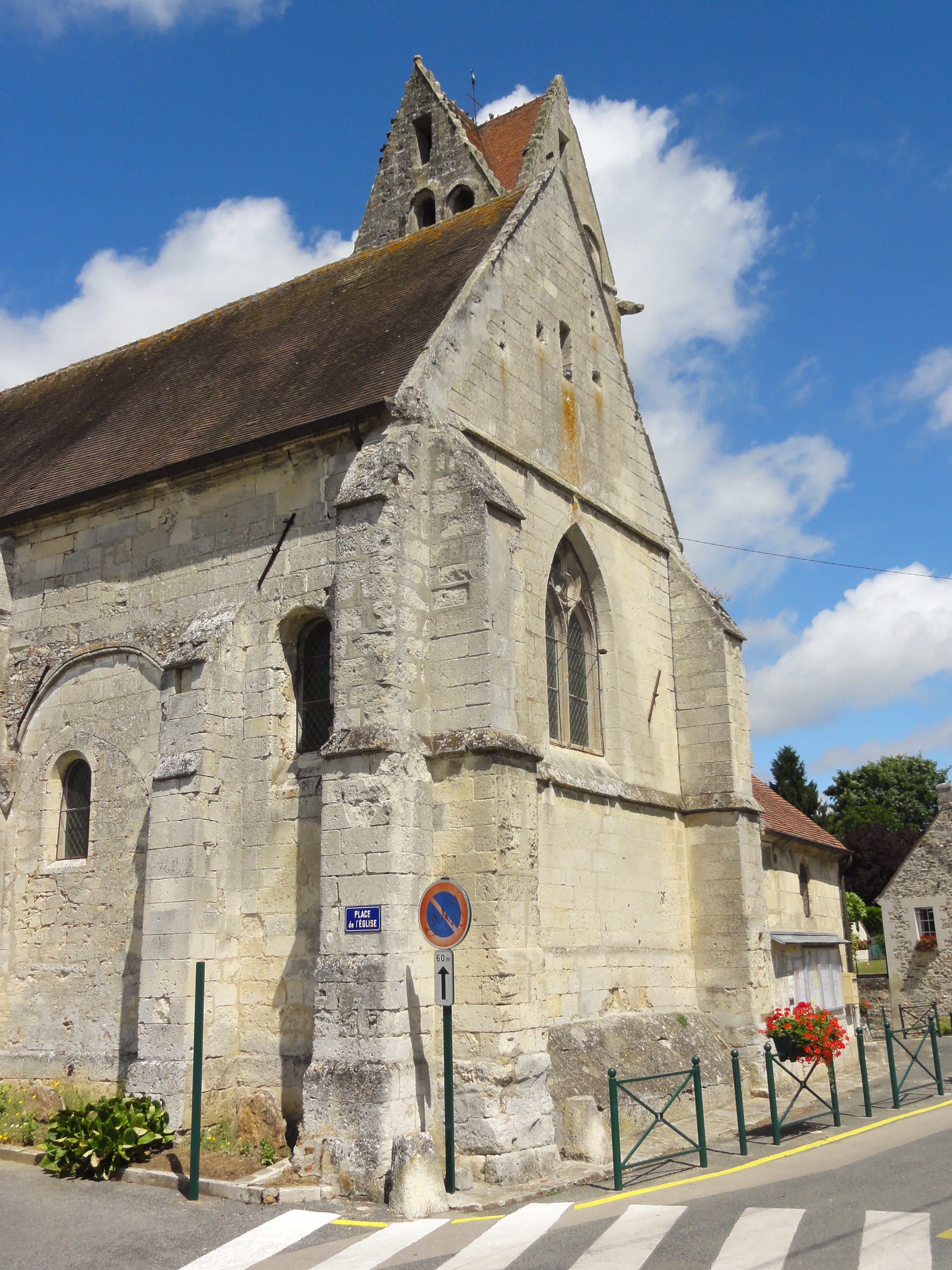
Vue depuis le sud-est.

L'austère clocher représente, selon Dominique Vermand, la partie la plus intéressante de l'église, et montre qu'elle a été bâtie avec un certain sens de la monumentalité, en dépit de la modestie des moyens. Comme le reste de l'édifice, le clocher est soigneusement appareillé en pierre de taille, provenant d'une carrière sur la commune. Ce qui fait son originalité, sont ses quatre pignons, qui traduisent l'influence de l'école gothique champenoise. Quelques-uns des clochers champenois les plus emblématiques sont La Chapelle-sur-Crécy, Dormans et Rampillon. Il n'y a pas d'autres exemples dans l'Oise, mais l'on en trouve deux dans l'Aisne, à savoir Notre-Dame de Soissons et Vasseny. Le clocher se compose de trois niveaux de même hauteur, soit la base, qui contient la chapelle déjà décrite ; un étage intermédiaire ; et l'étage de beffroi, dans lequel il faut compter les pignons. Du côté est, la base du clocher est en grande partie cachée par la sacristie. Au nord, elle présente la fenêtre en plein cintre déjà signalée, qui éclaire la chapelle. Les angles sont flanqués de deux contreforts orthogonaux, qui s'arrêtent deux assises avant la fin du premier étage. Ils sont scandés par un premier larmier à l'intersection entre le rez-de-chaussée et le premier étage, puis par un glacis formant larmier, au milieu du premier étage, et s'amortissent par un glacis analogue. Le premier étage possède deux hautes et étroites baies en plein cintre par face, qui sont entourées d'un tore comme unique décoration, et aujourd'hui en grande partie bouchées. Un bandeau mouluré saillant marque le début de l'étage de beffroi. Ses deux baies en plein cintre par face sont de la même largeur que leurs homologues de l'étage précédent, mais moins élevées. Elles pénètrent dans la base des quatre pignons à pas de moineau. Les baies ne sont pas entourées de moulures, mais ont simplement les arêtes taillées en biseau. Elles sont en outre surmontées d'un bandeau en forme de larmier, qui se continue latéralement, deux assises en dessous des impostes. Une petite baie rectangulaire est percé dans la partie supérieure de chacun des pignons. Les rampants en escalier sont rares dans la région ; Eugène Lefèvre-Pontalis cite seulement un bâtiment de l'abbaye de Saint-Martin-aux-Bois ; l'hôtel de ville de Noyon ; une maison à Compiègne ; et le château de Pierrefonds avant sa restauration,.

#### Chevet, élévation méridionale et façade
Au chevet, un larmier analogue à celui entre la base et le premier étage du clocher, marque la naissance du pignon, au même niveau. Le pignon était anciennement sommé d'un antefixe, dont l'on ne voit plus que le moignon. Il est percé, en son centre, d'une petite ouverture rectangulaire pour l'aération des combles. Un autre larmier, analogue au précédent, souligne la limite de l'allège, et passe autour des contreforts. Les deux contreforts orthogonaux par angle, plus saillants que ceux du clocher, sont donc scandés par ce larmier, et s'amortissent par un glacis formant larmier. L'on saisit mal le sens des trois pierres d'attente, à droite du contrefort oriental à droite du chevet : au cas du projet de la construction d'une chapelle dans l'angle entre chœur et clocher, c'est le contrefort septentrional que l'on aurait dû munir de pierres d'attente. À part la fenêtre au remplage rayonnant, qui a déjà signalée, le chevet ne donne pas lieu à d'autres remarques.
L'élévation méridionale n'est pas très harmonieuse. Le portail en plein cintre au début de la première travée n'est pas axé sous la fenêtre, et la fenêtre de la deuxième travée de la nef n'est pas située au milieu entre les deux contreforts qui délimitent la travée, mais désaxée vers la gauche. Il y a aussi la petite fenêtre proche du contrefort à l'intersection avec le chœur, et le petit portail bouché, très aigu, surmonté d'un bandeau mouluré, contrairement au portail actuel. Les contreforts de la nef sont analogues à ceux du chevet, mais entre nef et chœur, le contrefort anciennement en partie englobé dans le mur occidental de la chapelle du sud est différent, et le contrefort jadis englobé dans le mur oriental de cette même chapelle est moins élevé que les autres. L'on peut s'étonner qu'il est néanmoins scandé d'un larmier et amorti par un glacis formant larmier, et ne montre pas de trace du moindre arrachement, comme si la chapelle du sud n'avait jamais été construite. Pourtant, l'en voit encore l'arrachement des voûtains, ou l'appareil est en blocage ; le formeret torique en plein cintre, qui occupe toute la largeur disponible entre les contreforts et retombe sur des culs-de-lampe conservant des restes de sculpture ; et l'arcade bouchée vers le chœur, située nettement en dessous du formeret, et désaxée vers la gauche. La chapelle n'était de toute évidence pas identique à son homologue dans la base du clocher, et les culs-de-lampe pourraient indiquer qu'elle avait été ajoutée après coup.
La façade occidentale montre toujours les mêmes contreforts que la nef. Le larmier qui court à la naissance du pignon est interrompu par l'arc de la fenêtre en plein cintre, qui est surmonté d'un bandeau retombant sur le larmier. Les deux moulures sont donc tout à fait indépendantes, contrairement à l'usage, qui veut un larmier qui s'infléchit au-dessus de l'arc de la baie. Le portail ne reflète en rien le style gothique de son époque, et dépourvu de colonnettes à chapiteaux. Il est rectangulaire, et les angles des piédroits sont moulurées d'une gorge. Le linteau est monolithique. Au-dessus, le tympan est constitué de deux assises analogues, et ne se distingue par du reste du mur. L'arc de décharge, en plein cintre, est surmonté d'un bandeau mouluré, qui se poursuit latéralement sur une courte section. Depuis l'intérieur de la nef, le portail paraît comme étant en anse de panier, et l'arc de décharge, situé plus haut, est en tiers-point.

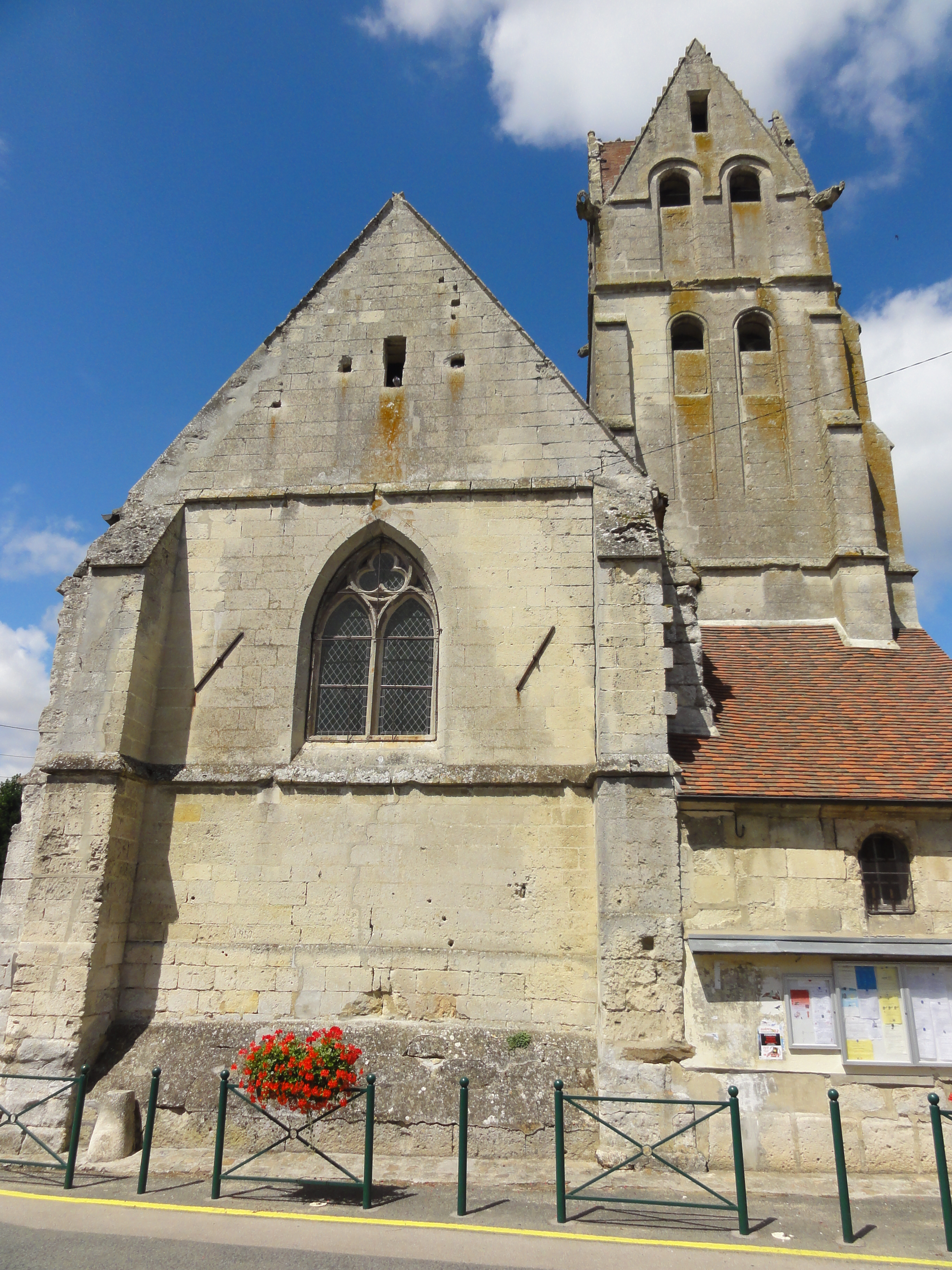
Chevet.
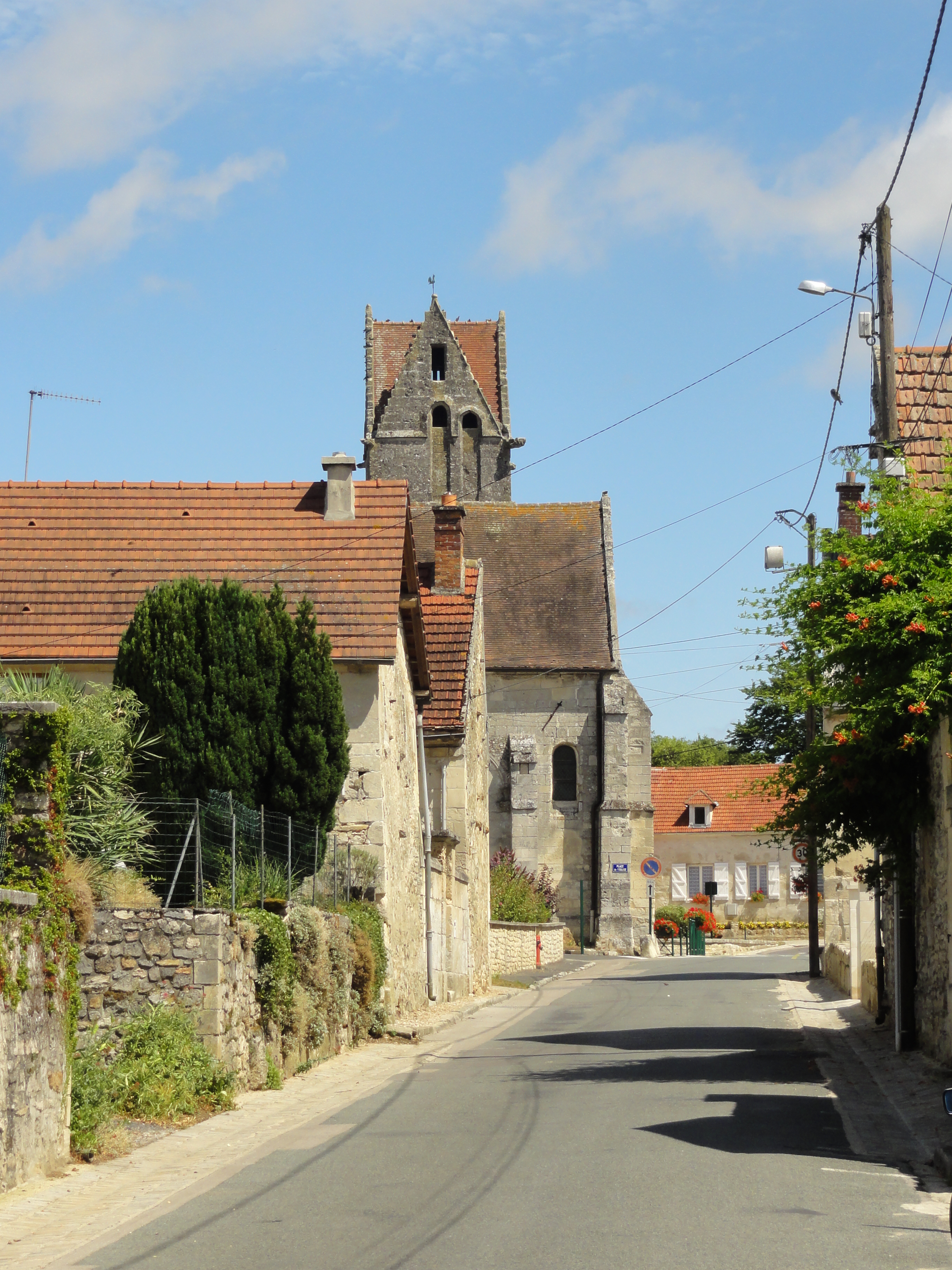
Approche depuis le sud.
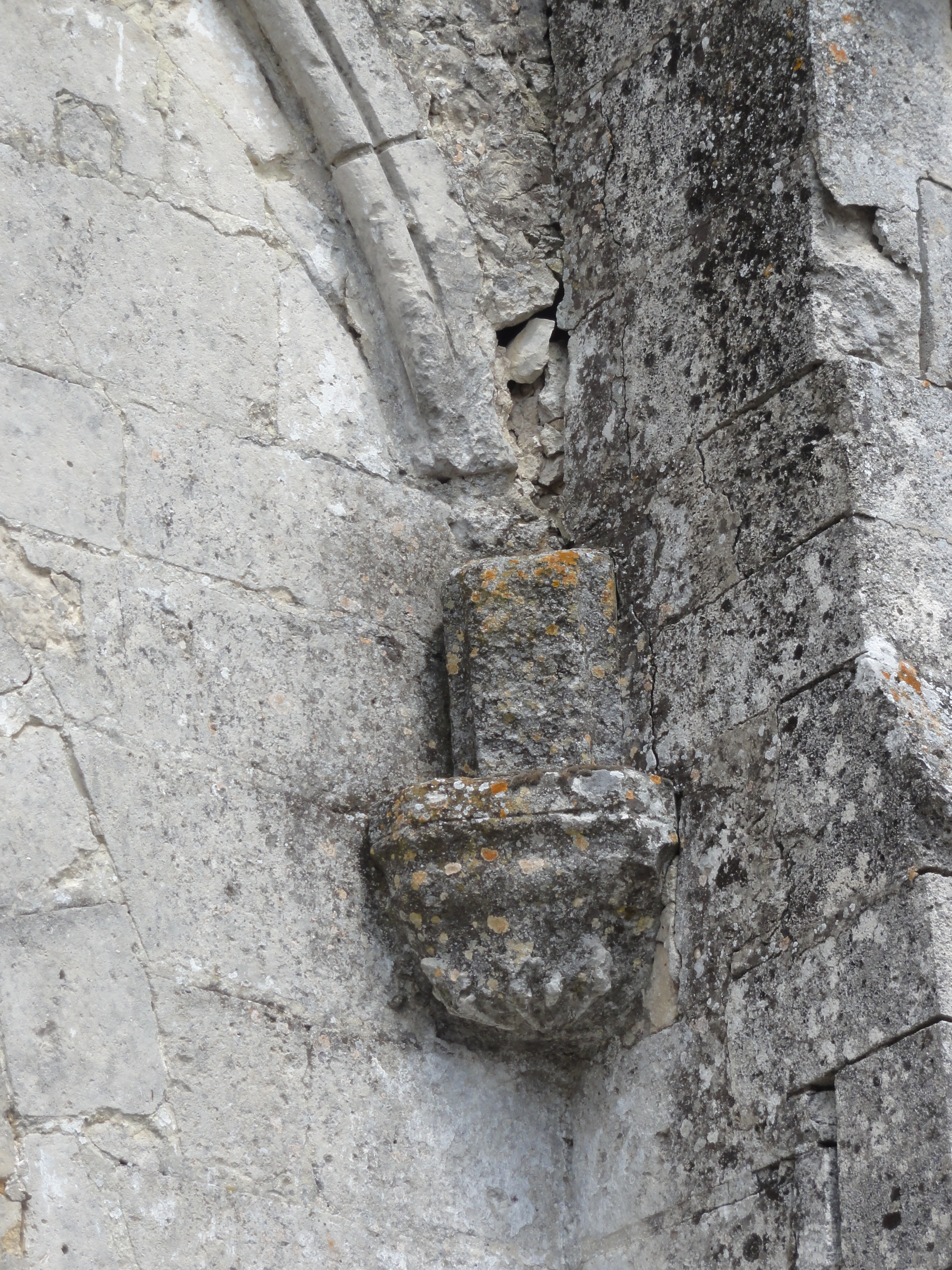
Cul-de-lampe de la chapelle sud disparue.
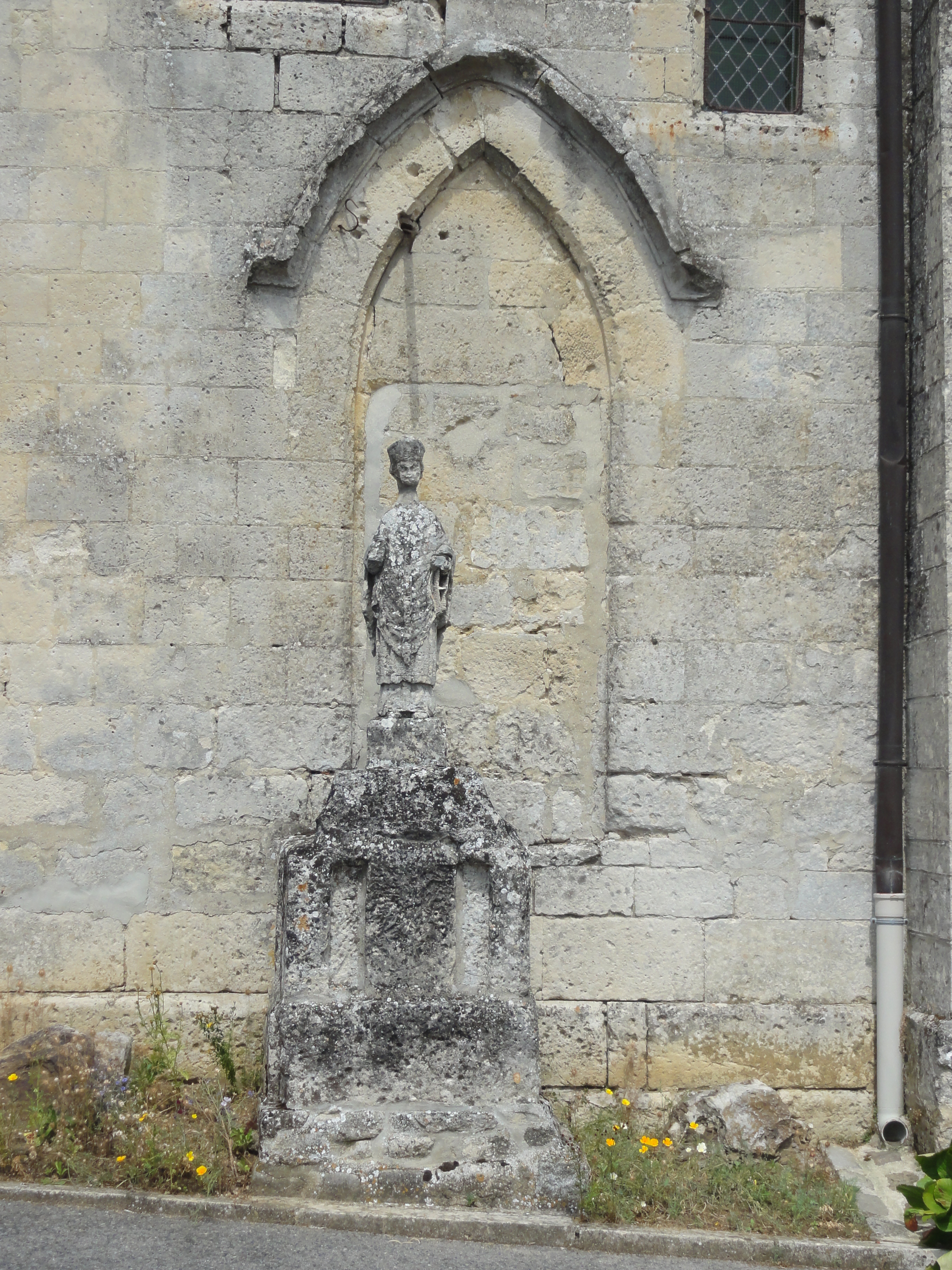
Ancien portail sud et statue de saint Léger.
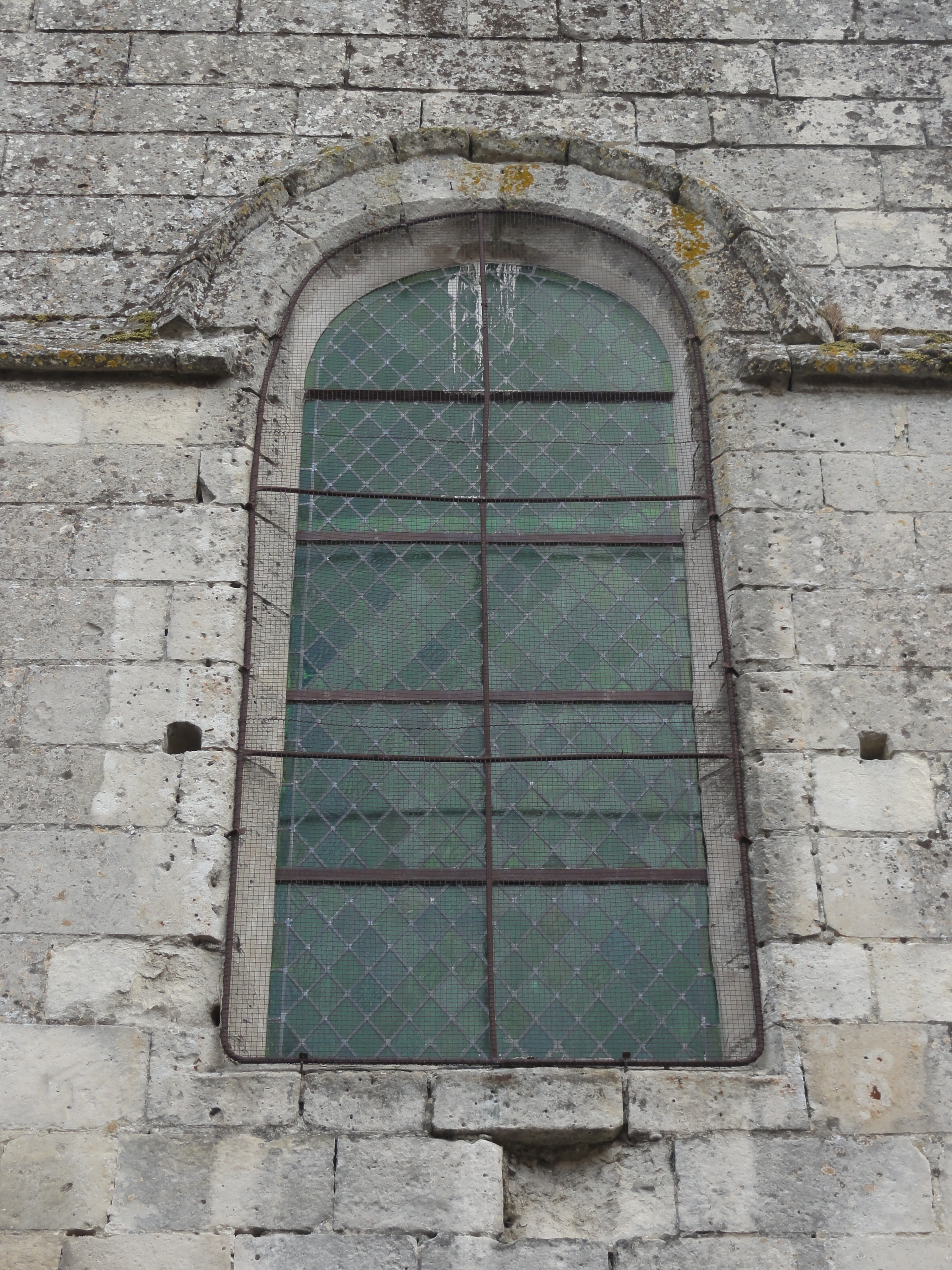
Fenêtre occidentale.
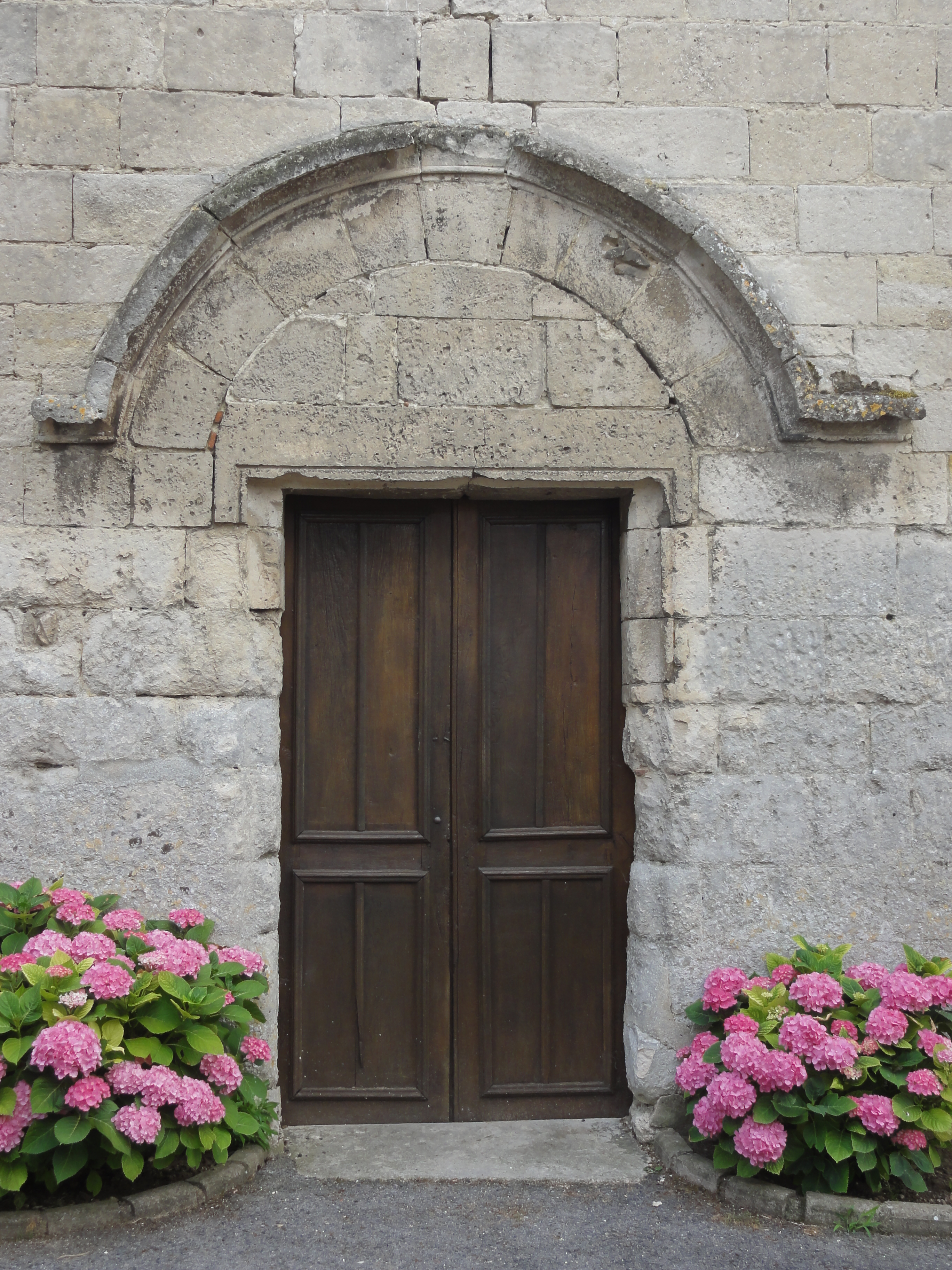
Portail occidental.

## Mobilier

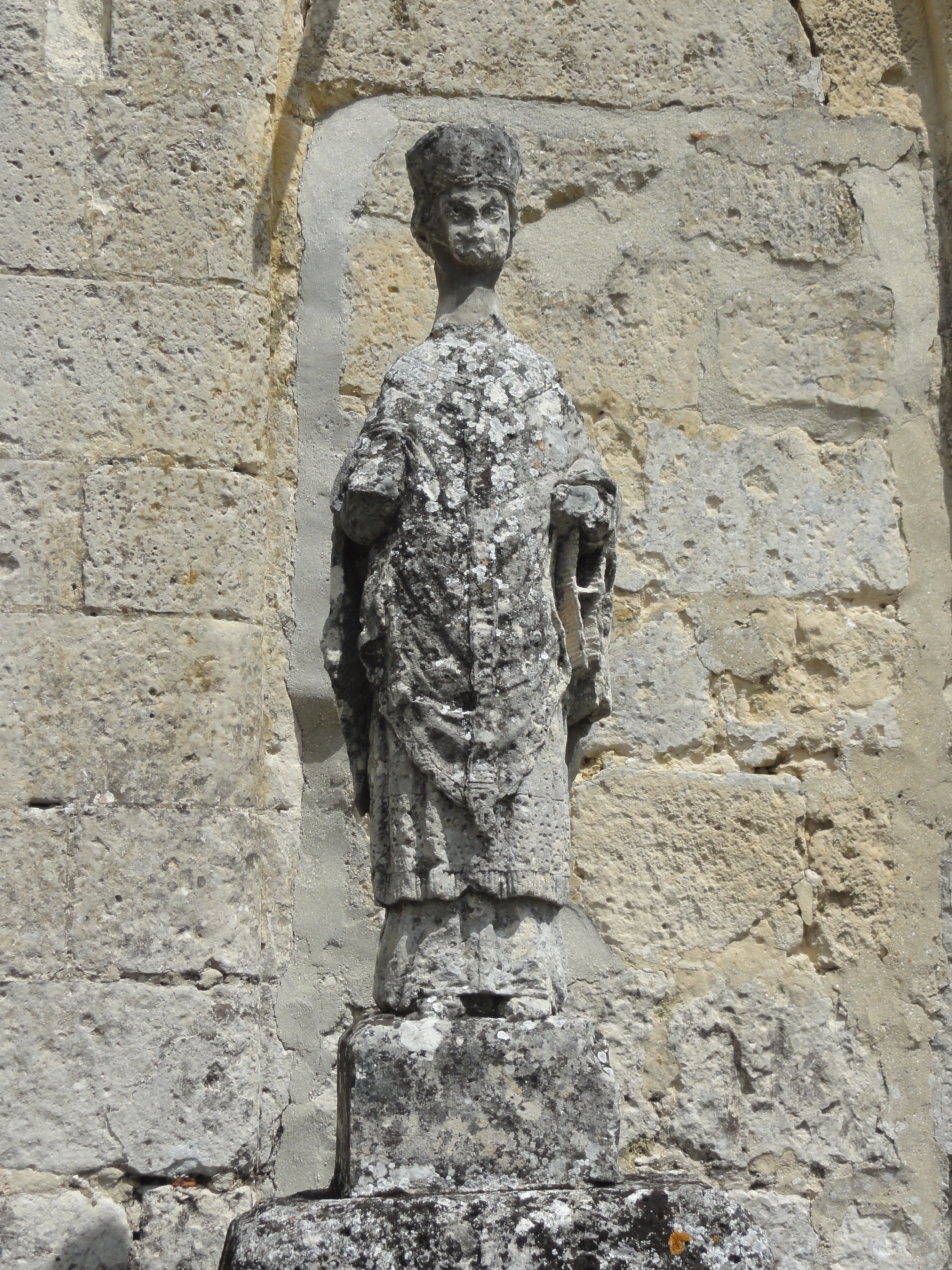
Statue de saint Léger.

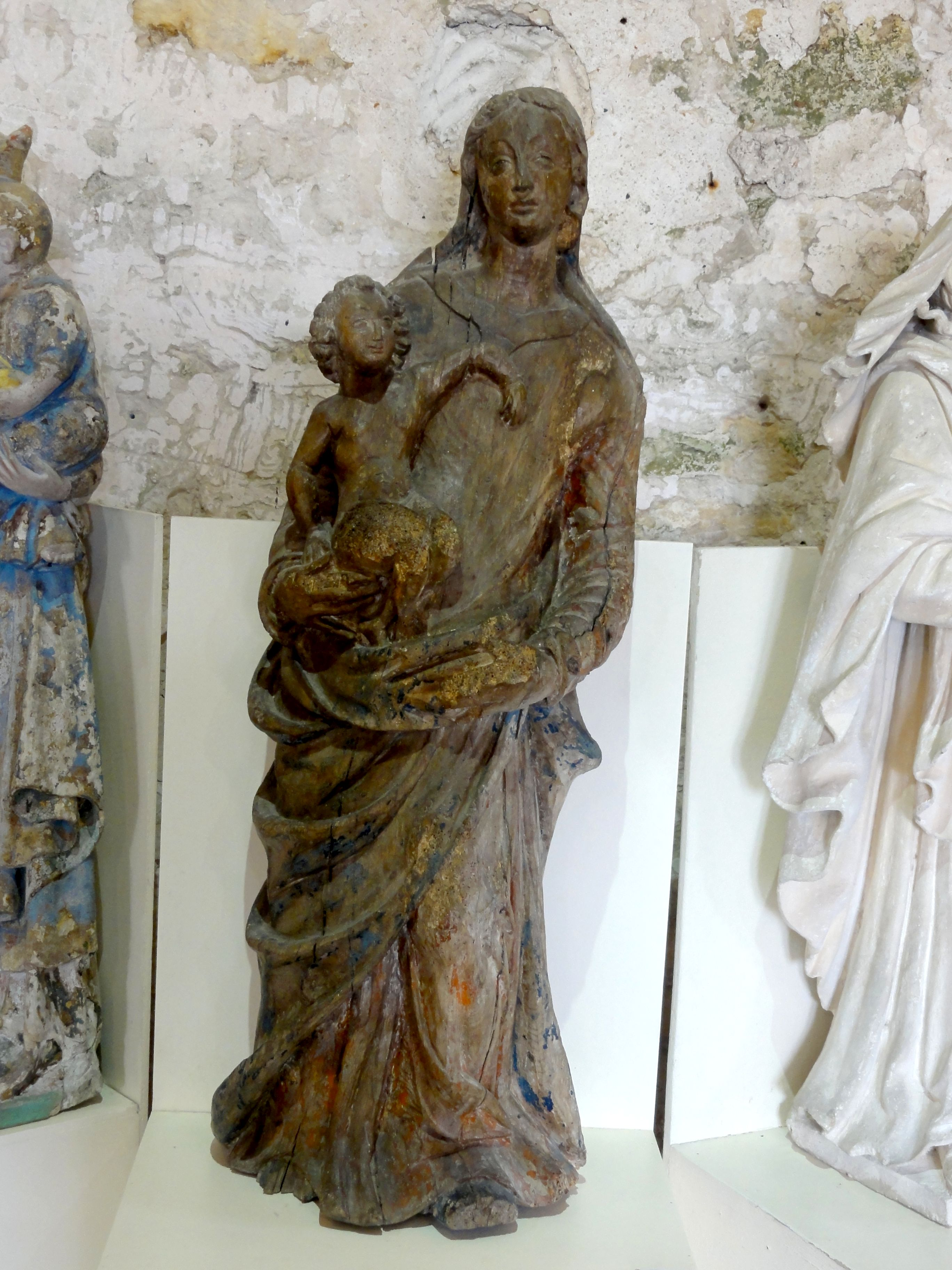
Vierge à l'Enfant.

Parmi le mobilier de l'église, deux statues sont inscrites monument historique au titre objet. Elles sont exposées au musée de l'Archerie et du Valois de Crépy-en-Valois. Aucun élément du mobilier n'est classé monument historique à ce jour. Quelques autres objets d'art retiennent toutefois l'attention.
- La statue de la Vierge à l'Enfant, en bois polychrome, mesure environ 100 cm de hauteur, et date de la première moitié du XVIe siècle. Elle est inscrite depuis janvier 1996, et exposée au musée de l'Archerie et du Valois[9].
- La statue de saint Sébastien, en pierre polychrome, mesure environ 102 cm de hauteur, et date du XVIe siècle. Elle est inscrite depuis janvier 1996, et exposée au musée de l'Archerie et du Valois[10].
- Les fonts baptismaux, en pierre calcaire, comportent un pied assez curieux, qui semble assemblé de la partie supérieure d'un chapiteau à volutes d'angle du XIIe siècle, inversée, et de la frise d'un pilier flamboyant, où l'on distingue des têtes d'angelots entre deux ailes et des rosaces. Le socle est un simple bloc cubique, et la cuve est de plan rond en bas, puis transite vers un plan hexagonal sous la bordure, qui est agrémentée de moulures.
- La statue de saint Léger d'Autun, en pierre, dimensions non prises, date probablement de la même époque. On la voit sur un socle devant l'ancien portail méridional. Elle représente le saint patron de la paroisse en tenue épiscopale. Le costume a bien résisté aux intempéries, mais les deux mains et le bout de la mitre manquent. Le visage a été martelé, sans doute sous la Révolution française, et la tête, tombée par terre, a été maladroitement recollée, avec un cou trop long.
- Une tapisserie représentant la Nativité de Jésus est accrochée dans la nef. Il s'agit d'une copie tissée d'après la célèbre toile de Corrège aujourd'hui conservée à Dresde.
- La poutre de gloire à l'entrée du chœur est sculpté de pampres, et constitue sans doute la barre transversale qui délimitait supérieurement une ancienne clôture de chapelle. Les deux statuettes qui accompagnent le Christ en croix, beaucoup trop grand par rapport aux premiers, sont homogènes avec la poutre, tandis que le Christ est de toute évidence rapporté. La statuette de gauche pourrait représenter saint Jean avec le calice contenant le poison qui le remporta, mais il est possible que l'autre statuette tenait aussi un calice dans une main. Cette représentation n'est pas conforme à l'iconographie des poutres de gloire, où saint Jean a généralement les mains rejointes pour la prière, et le deuxième personnage devrait être la Vierge de douleur, et non un Apôtre ou saint.
- Les montants de la porte de la même clôture de la chapelle, dont la partie supérieure a été sciée, ont été réemployés à l'angle des pupitres des deux stalles individuelles du chœur. Ils sont moulurés à la façon de certains piliers prismatiques de la période flamboyante, avec des bases, ce qui permet une datation de la première moitié du XVIe siècle. Aux moulures, s'ajoute une tige, une feuille de vigne et un escargot, ce qui cadre avec les pampres de la barre utilisée comme poutre de gloire.
- Devant l'autel, la dalle funéraire à effigie gravée d'un prêtre est scellée dans le sol. Le défunt est représenté en pied et de face, les mains rejointes pour la prière, revêtu d'un chasuble à orfrois richement brodés. À gauche et à droite, l'on voit deux colonnes cannelées, dont la partie inférieure est enveloppée de rinceaux, dans le goût baroque. L'épitaphe, gravée sur le pourtour, se lit comme suit : « CY GIST LE CORPS DE MRE JACQVES DE PAYELLEVILLE, PRESTRE CVRE DE CE LIEV D'ESMEVILLE LEQVEL EST DECEDE LE 10E JOVR DE DECEMBRE MIL SIX CENS SOIXANTE ET SEIZE AGE DE 72 ANS PRIEZ DIEV POVR SON AME ».
- La cloche en bronze, qui a été fondue en 1782, porte l'inscription suivante : « 1782, IAY ETE BENITE PAR MRE MICHEL DANRE CVRE DE VEZ ET DEMEVILLE IAY pR PARRAIN MR CRE CHARLES DES BOULET DES BROSSE DE SERY SR EN PARTIES DEMEMEVILLE ET DE TAILLEFONTAINE ET AVTRE LIEVX LE SR PHILIPPE FALLOT DESERVAN I LOVISCRINON MARGVILLIER I B GILBER SINDIC » (sans illustration).

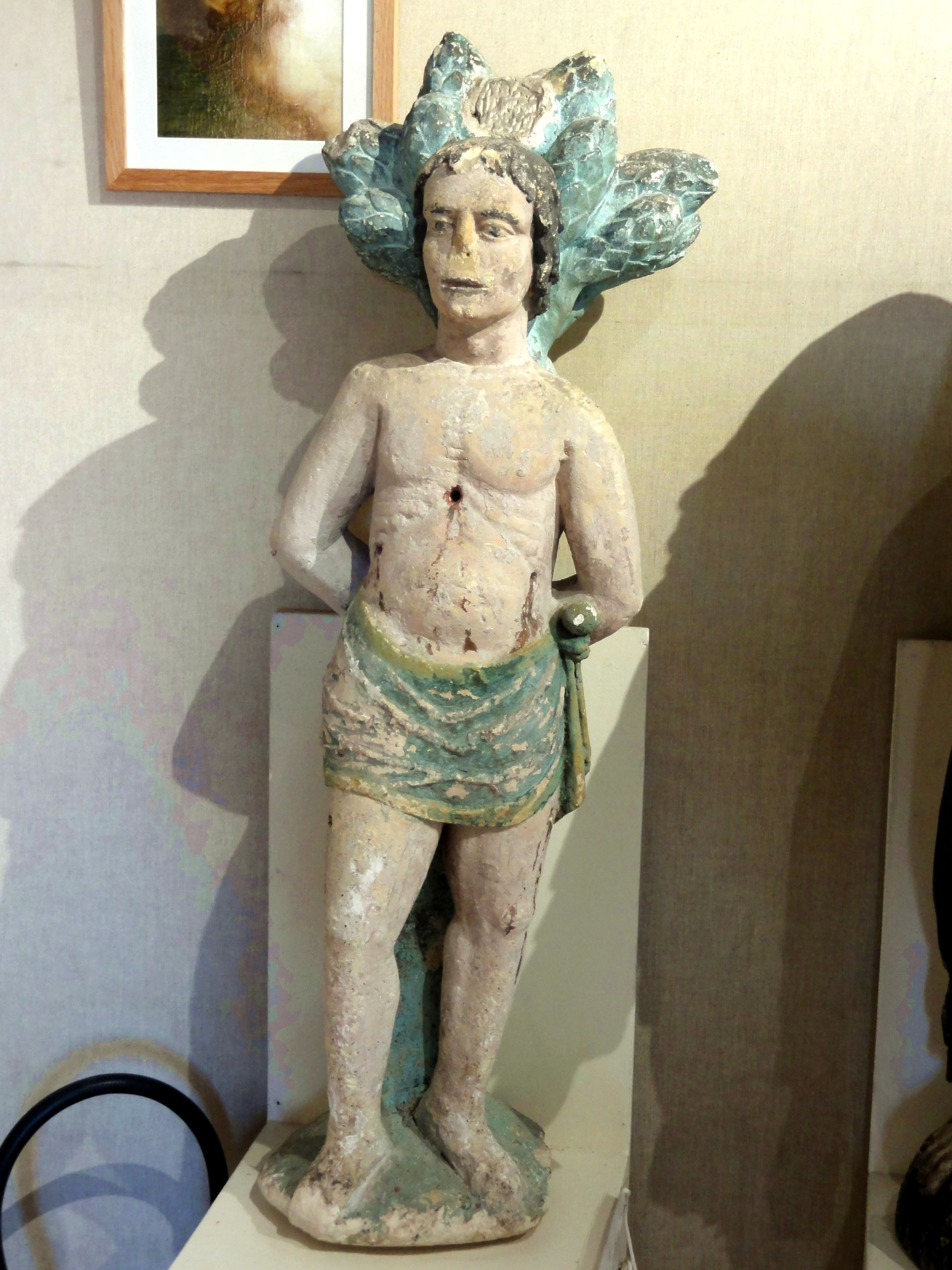
Saint Sébastien.
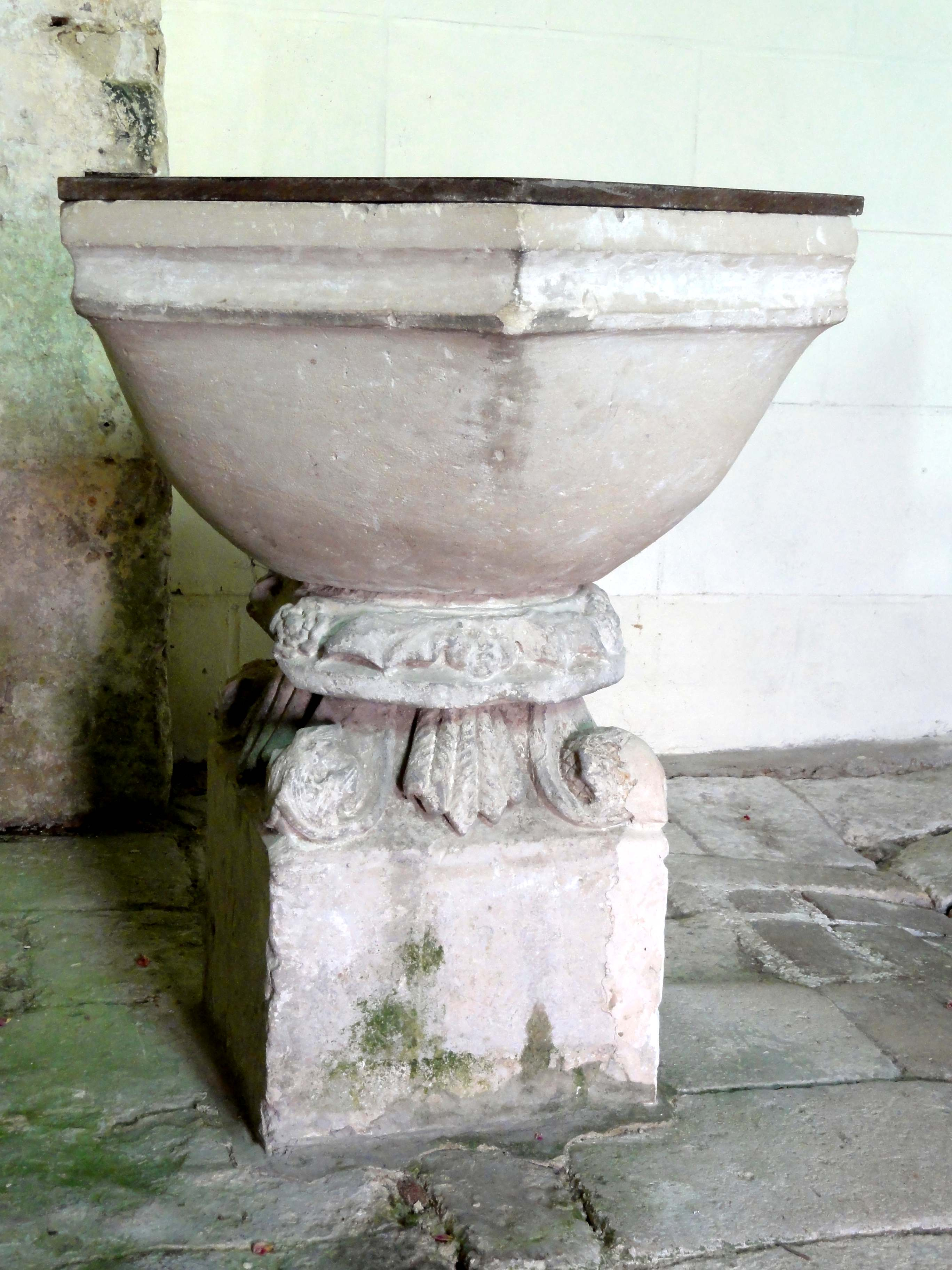
Fonts baptismaux.
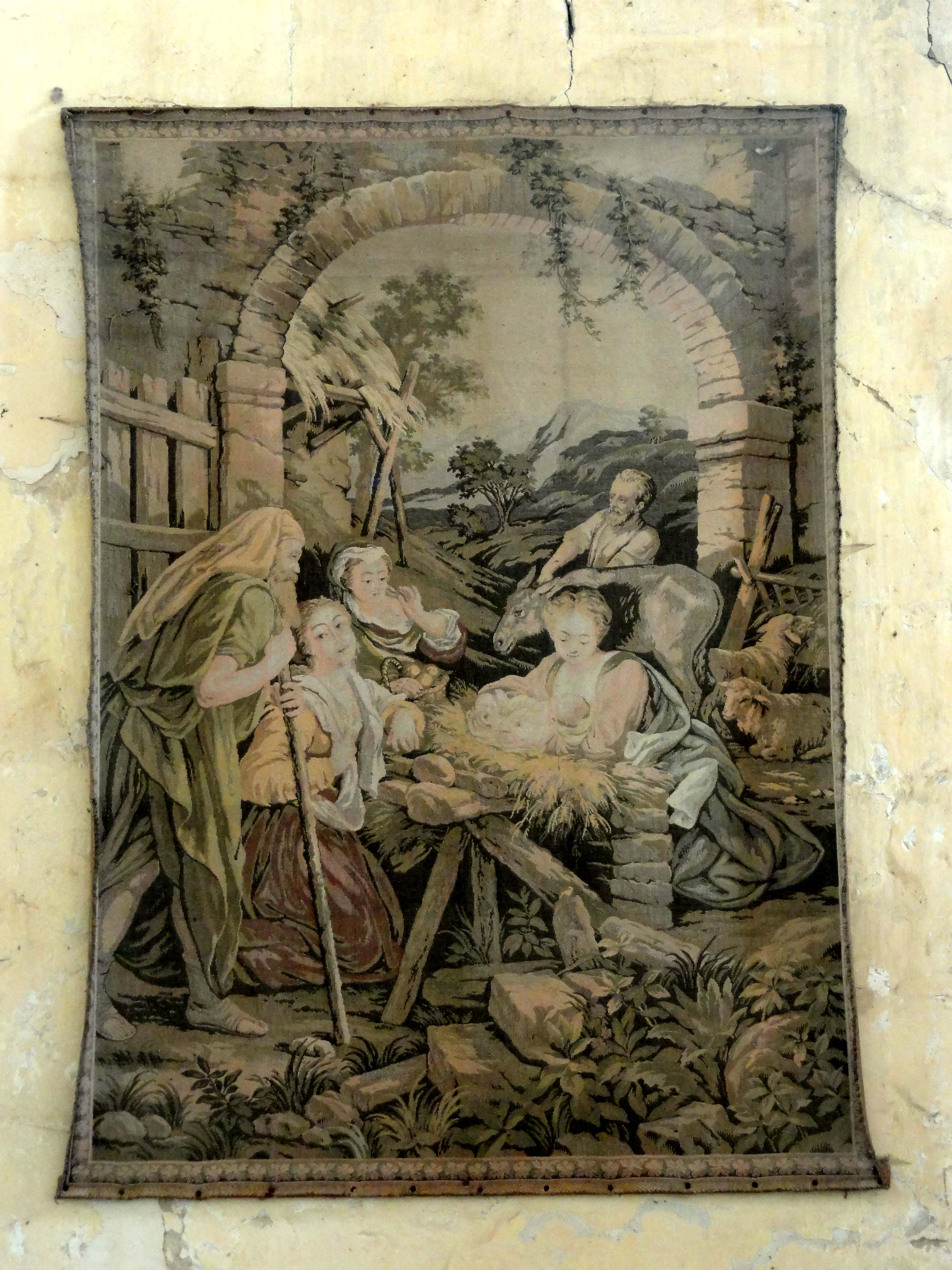
Tapisserie - Nativité.
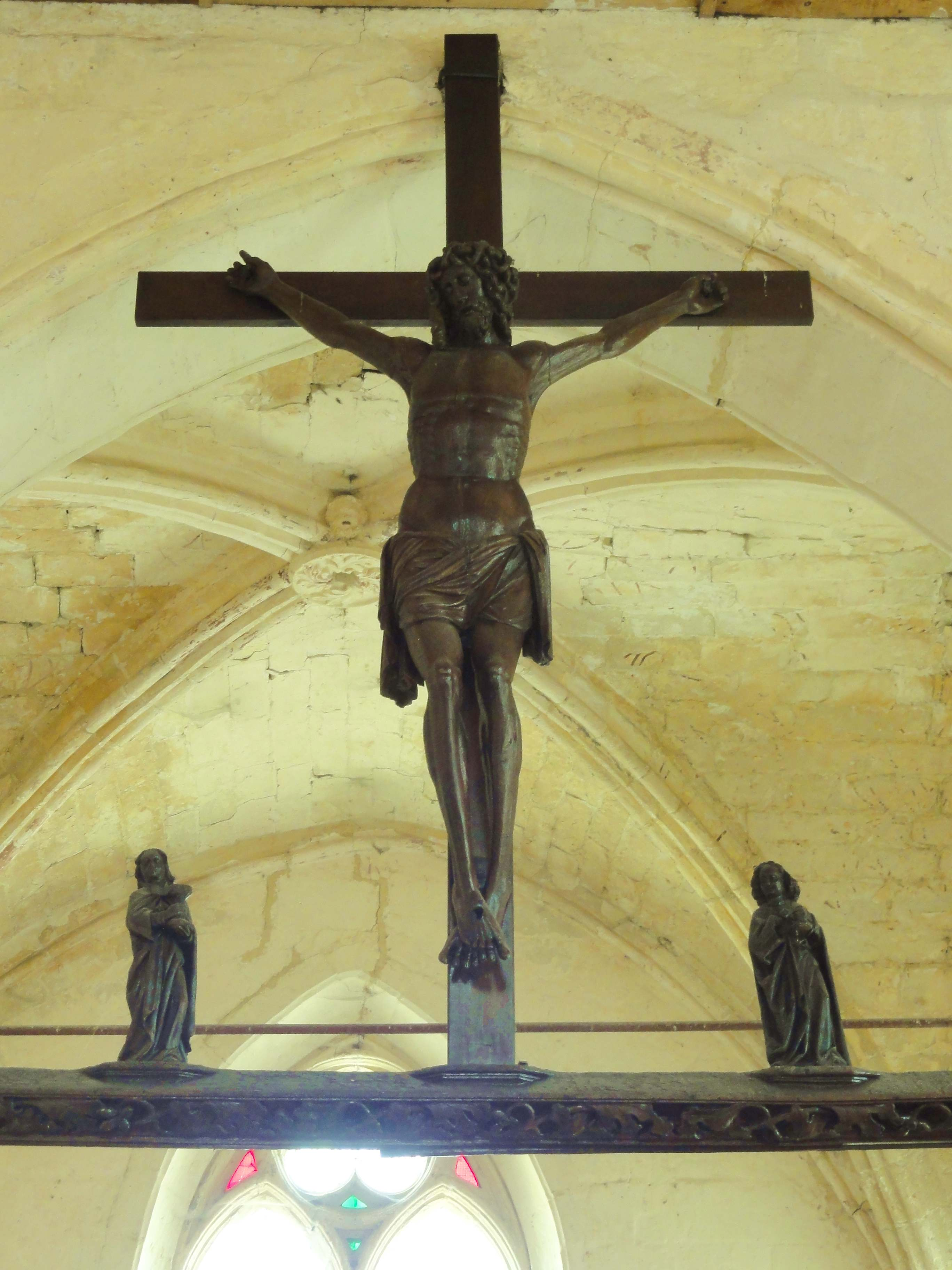
Poutre de gloire.
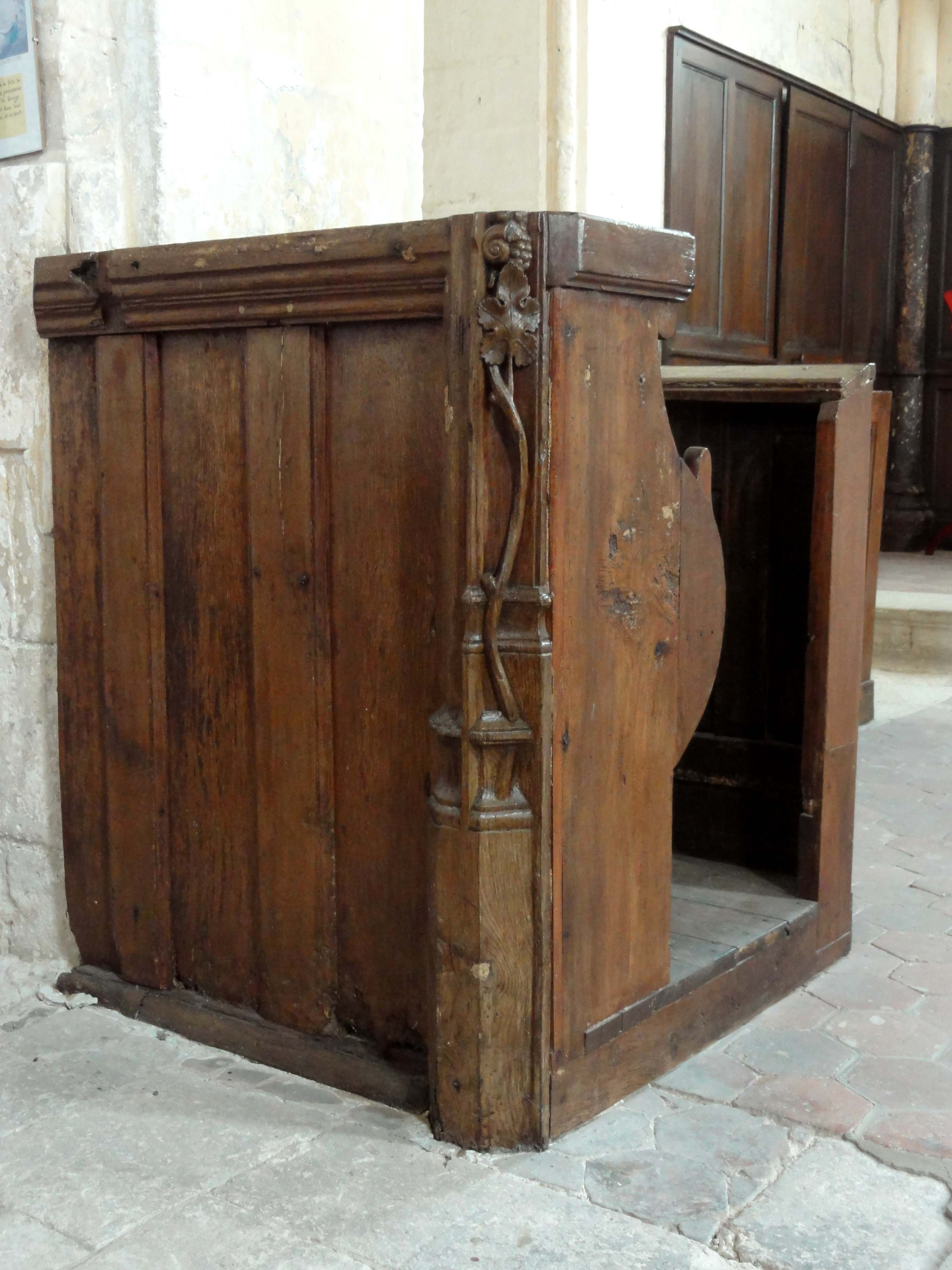
Stalle individuelle.
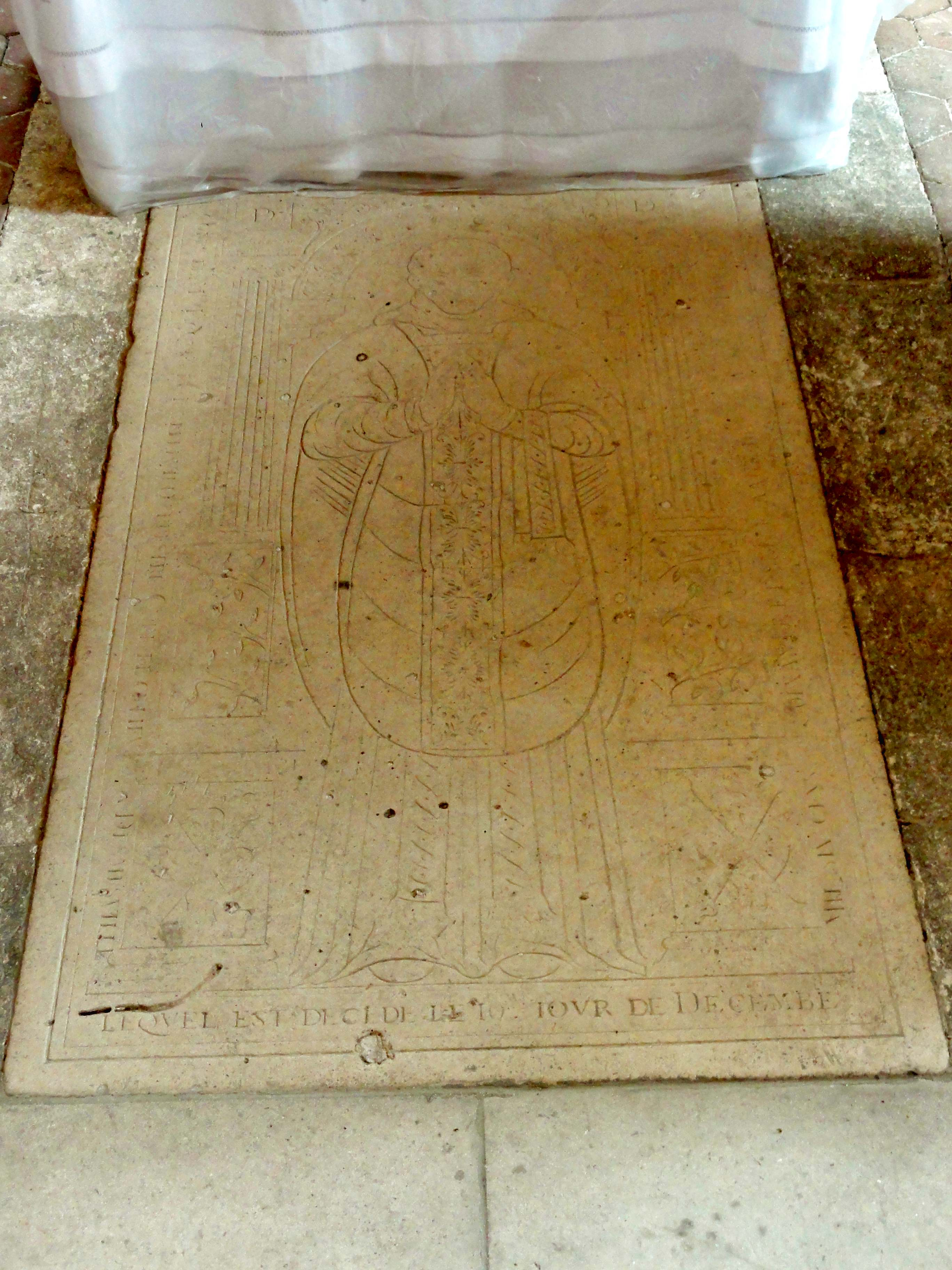
Dalle funéraire.